# Llet
La llet és un líquid blanc i ric en glúcids, greixos i caseïna secretat per les glàndules mamàries de les femelles dels mamífers per nodrir les cries. Protegeix l'aparell digestiu de les cries contra els patògens i ajuda a poblar-lo amb microbis beneficiosos. És l'únic aliment que consumeixen les cries dels mamífers fins al deslletament. La llet d'animals domesticats (principalment de vaca) forma part de la dieta habitual a moltes parts del món.
La llet es compon principalment d'aigua, ions (sal, minerals i calci), carbohidrats (lactosa), greix i proteïnes. És la matèria primera amb la qual s'elaboren nombrosos productes lactis, com ara la mantega, el formatge o el iogurt, entre d'altres. És molt habitual l'ús de derivats de la llet en la indústria agroalimentària, química i farmacèutica, com ara la llet condensada, la llet en pols, la caseïna o la lactosa. La llet de vaca es fa servir també en l'alimentació dels animals.
La llet dels mamífers marins, com ara les balenes, és molt més rica en greixos i nutrients que la dels mamífers terrestres. La secreció d'una femella els dies just abans i just després del part, abans que li vingui la llet, s'anomena «calostre».

## Biologia

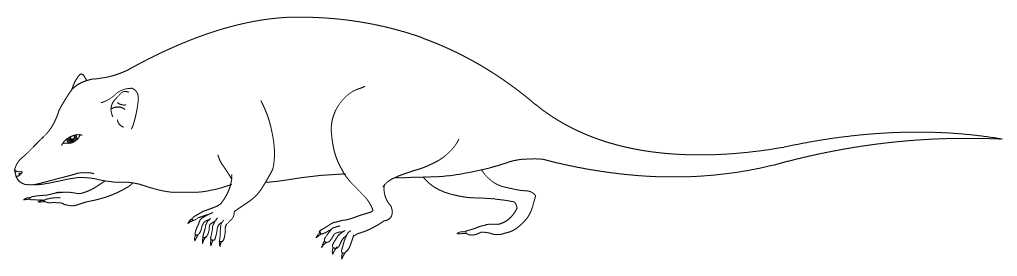
Eomaia scansoria és el mamífer euteri més antic conegut i es creu que podia produir llet igual que els mamífers actuals.

La producció de llet per a nodrir les cries podria haver estat un tret associat a l'hormona prolactina. Se sap que algunes espècies de peixos del gènere Symphysodon nodreixen les cries amb un fluid semblant a la llet. De l'anomenada en anglès crop-milk, literalment «llet de pap», en produeixen diversos grups d'ocells com ara els coloms, els flamencs o els pingüins. Des del punt de vista biològic, es tracta d'una llet vertadera, secretada per glàndules especialitzades.
Tanmateix, les glàndules mamàries són una adaptació evolutiva característica dels mamífers. Es creu que procedeixen d'un grup proper als triteledòntids de finals del període Triàsic, els quals ja presentaven signes de lactància.
Una de les moltes teories existents proposa que la producció de llet s'explica perquè els avantpassats sinàpsids dels mamífers tenien ous amb una closca tova, com els monotremes actuals, cosa que feia que s'assequessin ràpidament. Així doncs, la llet seria una modificació de la secreció de les glàndules sudorípares destinada a transferir aigua als ous. En una teoria que podria complementar l'anterior, d'altres autors opinen que les glàndules mamàries procedeixen del sistema immunitari innat i que la lactància seria, en part, una resposta inflamatòria a danys tissulars i infeccions. Tot i que existeixen dificultats, diversos enfocaments estimen el moment en què aparegueren en la història evolutiva els següents elements:

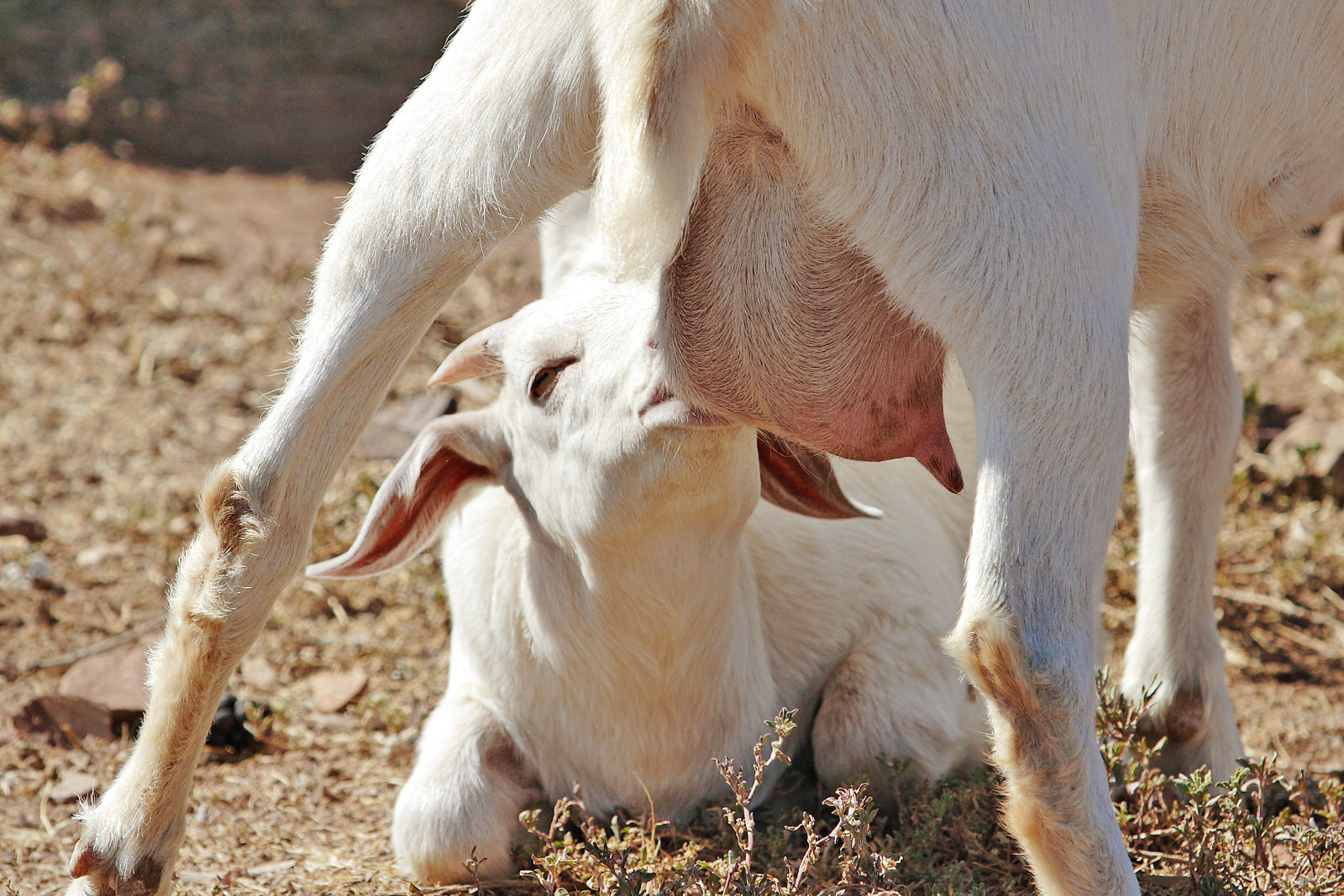
La necessitat evolutiva d'alimentar les cries es veu satisfeta amb la producció de llet pròpia dels mamífers

- En primer lloc, la caseïna té una funció, comportament i fins i tot elements estructurals similars als de la vitel·logenina. La caseïna aparegué fa de 200 a 310 Ma. Tot i que en els monotremes encara existeix la vitel·logenina, fou substituïda progressivament per la caseïna, que permeté que els ous fossin més petits i, finalment, que poguessin ser retinguts a l'úter.[8]
- D'altra banda, s'observen modificacions anatòmiques en els cinodonts avançats que només es poden explicar per l'aparició de la lactància, com ara la mida corporal petita, els ossos epipúbics i un baix nivell de canvi de les dents.[9]

El fòssil més antic conegut de mamífer placentari és Eomaia scansoria, un petit animal amb una aparença exterior semblant a la dels rosegadors actuals i que visqué fa 125 milions d'anys durant el període Cretaci. És gairebé segur que aquest animal produïa llet, com els mamífers placentaris actuals.

### Genètica, histologia i citologia

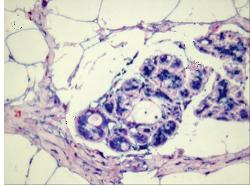
Preparació histològica d'una glàndula mamària humana tenyida amb Eag 1

La genètica de la llet tracta, d'una banda, de descriure els gens implicats en la seva biosíntesi, així com la seva regulació, i de l'altra, de la selecció de races o individus, o d'organismes genèticament modificats per augmentar-ne la producció, la qualitat o la utilitat. D'això últim també se n'ocupa la zootècnia.
Regulació
La producció de llet està regulada per hormones lactogèniques (insulina, prolactina i glucocorticoides), citocines i factors de creixement, així com pel substrat. Aquestes hormones activen factors de transcripció, com ara Stat5 (activat per la prolactina). S'han identificat diverses seqüències objectiu d'aquests factors, com ara l'anterior, i també per BLGe-1, OCT-1, C/EBP, Gr, Ets-1, YY1, Factor 5, Ying Yang 1 i la proteïna d'unió al promotor CCAAT. Aquests elements se solen situar a una distància variable, segons l'espècie (la caseïna sensible al calci humana és una de les més distants de l'origen de la transcripció, a -4.700/-4.550 nucleòtids) i es reuneixen en grups (clústers) que contenent tant elements negatius com positius, estant regulats per combinacions de factors. A això es deu la gran variabilitat en la regulació de la proteïna. Per exemple, les caseïnes semblen estar regulades independentment les unes de les altres. L'ARN missatger de les proteïnes de la llet arriba a representar el 60-80% de tot l'ARN present en una cèl·lula epitelial durant la lactància.
Genòmica
Les xarxes de regulació gènica en la producció de llet encara no estan ben compreses. D'un estudi dut a terme mitjançant microxips, localització cel·lular, interaccions interproteiques i mineria de dades gèniques a la literatura s'han pogut extreure algunes conclusions generals:
- Aproximadament un terç del transcriptoma està implicat en la construcció, el funcionament i el desensamblatge de l'aparell de la lactància.
- Els gens implicats en l'aparell secretor es transcriuen abans de la lactància.
- Tots els transcrits endògens deriven de menys de cent gens.
- Mentre que alguns gens són transcrits característicament a prop de l'inici de la lactància, aquest inici està mitjançat principalment de forma posttranscripcional.
- La secreció de materials durant la lactància no té lloc a causa d'una sobreregulació de funcions genòmiques noves, sinó per una supressió transcripcional generalitzada de funcions com ara la degradació de proteïnes i comunicacions cèl·lula-ambient.

Citologia
Les cèl·lules epitelials secretores de llet separen activament els materials procedents dels vasos sanguinis circumdants, en el que s'ha anomenat «barrera mamària» (per analogia amb la barrera hematoencefàlica). Un cop travessada la barrera, les cèl·lules obtenen els precursors que necessiten per a la fabricació de llet a través de les seves membranes basal i basolateral. Els ingredients són ions, glucosa, àcids grassos i aminoàcids. En els remugants també s'utilitza l'acetat i el β-hidroxibutirat com a precursors. Algunes proteïnes, en especial les immunoglobulines, també poden travessar aquesta barrera. La llet és expulsada per la membrana apical. Els lípids de la llet se sintetitzen al reticle endoplasmàtic llis, mentre que la caseïna madura a l'aparell de Golgi, que també és on es biosintetitza la lactosa.
Histologia
Des d'un punt de vista histològic, la llet és produïda a les glàndules mamàries, que són una evolució per hipertròfia de les glàndules sudorípares apocrines associades al pèl, cosa que encara és evident en els ornitorrincs. La glàndula mamària activa es compon de lòbuls, cadascun dels quals té nombrosos lobulets, i aquests al seu torn presenten petits alvèols amb cèl·lules epitelials cilíndriques altes o baixes, depenent del cicle d'activitat, que són les encarregades de produir la llet. Entre aquestes cèl·lules i la làmina basal de l'alvèol es troben algunes cèl·lules mioepitelials estelades. L'epiteli dels conductes entre els lobulets és un exemple destacat d'epiteli biestratificat cúbic.

## Definició i obtenció

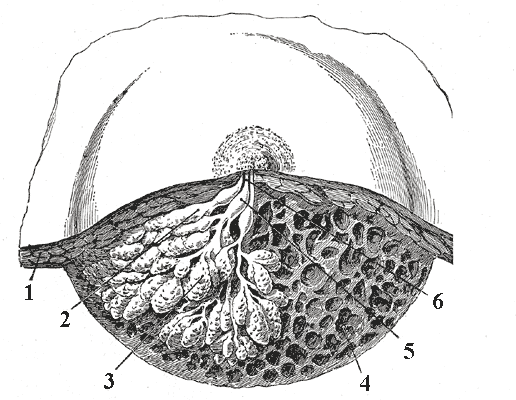

La llet des dels següents punts de vista:
- Biològic: substància segregada per la femella dels mamífers amb la finalitat de nodrir les cries.
- Legal: producte de la munyida d'un mamífer sa que no representa un perill pel consum humà.
- Fisicoquímic: sistema en equilibri constituït per tres sistemes dispersos: solució, emulsió i suspensió.

### Animals productors de llet
Actualment, la llet més utilitzada en la producció de derivats lactis és la de vaca (degut a les propietats que té, les quantitats a què s'obté, el gust agradable, la fàcil digestió i la gran quantitat de derivats que se n'obtenen). Tanmateix, no és l'única que s'explota. També es consumeix la llet de cabra, somera, egua i camell, entre d'altres. El consum de determinats tipus de llet depèn de la regió i del tipus d'animals disponibles. La llet de cabra és ideal per elaborar dolç de llet, i a les regions àrtiques s'utilitza la llet de balena. La llet de somera i d'egua són les que contenen menys matèria grassa, mentre que la llet de foca en conté més del 50%.
La llet d'origen humà no és produïda ni distribuïda a escala industrial. Tanmateix, se'n pot obtenir mitjançant donacions. Existeixen bancs de llet que s'encarreguen de recollir-la per oferir-ne a infants prematurs o al·lèrgics que no poden rebre'n d'una altra manera. Mundialment, hi ha diverses espècies d'animals de les quals es pot obtenir llet: l'ovella, la cabra, l'egua, la burra, el camell (i altres camèlids, com ara la llama o l'alpaca), el iac, el búfal, el ren i l'ant.
La llet provinent de la vaca (Bos taurus) és la més important per la dieta humana i també la que té més aplicacions industrials.

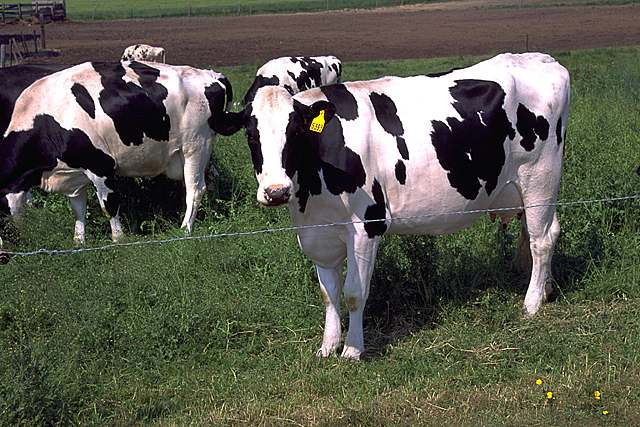
La llet de vaca de la raça Holstein és la que s'utilitza més sovint a les granges lleteres.

- La vaca europea i índica (Bos taurus) fou començada a domesticar fa 11.000 anys amb dos llinatges materns diferents, un per les vaques europees i un per les índiques.[16] L'avantpassat de l'actual Bos taurus es deia Bos primigenius. Es tractava d'un boví de grans banyes que fou domesticat al Pròxim Orient, s'estengué per part d'Àfrica, i originà la cèlebre raça zebú de l'Àsia del sud i occidental. El zebú és valorat per la carn i la llet que produeix. La varietat europea de Bos primigenius té les banyes més curtes i està adaptada per ser criada en estables. Ha acabat donant el conjunt més gran de races lleteres, com ara la holstein, la guernsey, la jersey, etc.
- El búfal. El denominat búfal aquàtic (Bubalus bubalis) fou domesticat el 3000 aC a Mesopotàmia. És un animal molt sensible a la calor i el seu nom fa referència al costum que té de ficar-se dins l'aigua per protegir-se'n. En general, no és gaire conegut a l'Occident. Els àrabs el portaren al Pròxim Orient durant l'edat mitjana (vers l'any 700). El seu ús en algunes zones d'Europa data d'aquesta època, com ara en l'elaboració de la cèlebre mozzarella de búfal italiana. Els productes elaborats amb llet de búfal comencen a substituir en algunes comunitats els elaborats amb llet de vaca, per bé que molta mozzarella s'elabora amb llet de vaca.
- El iac, conegut científicament com a Bos grunniens, és un boví de pèl llarg que contribueix de forma fonamental en l'alimentació de les poblacions del Tibet i de l'Àsia central. Posseeix una llet rica en proteïnes i greixos (la seva concentració és superior a la de la llet de les vaques). Els tibetans hi elaboren mantegues i diversos productes lactis fermentats. Un dels més coneguts és el te amb mantega salat.

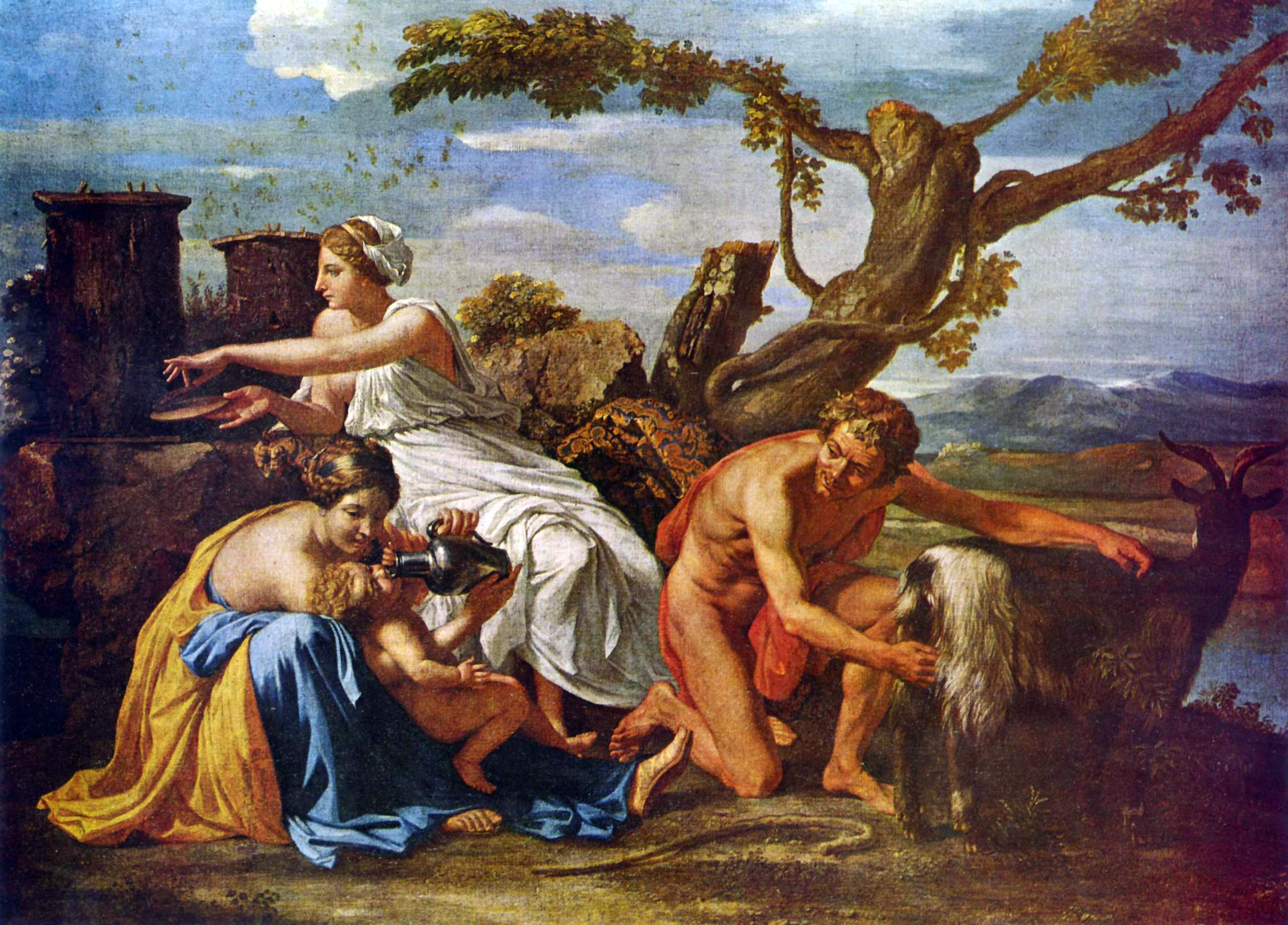
El déu Zeus munyeix la cabra Amaltea.

- L'ovella fou domesticada al llevant mediterrani, principalment a partir de l'espècie Ovis aries. A partir de proves arqueològiques se n'han identificat cinc llinatges mitocondrials produïts entre el 9000 i el 8000 aC.[17] La llet d'ovella és més rica en contingut gras que la llet de búfal i fins i tot és més rica en contingut proteic. És molt valorada a les cultures mediterrànies.
- La cabra començà a ser domesticada principalment a la vall de l'Eufrates i les serralades del Zagros a partir de Capra hircus, aproximadament al mateix temps que les vaques, fa 10.500 anys.[18][19] Té una llet amb un gust i una aroma forts. La llet de les cabres és un xic diferent de la de les ovelles, principalment quant al gust; conté una quantitat superior de clorurs, que li dona un gust lleugerament salat. A més, és més espessa en contingut de nates (caseïnats) i té nivells més alts de calci. Amb la matèria grassa d'aquesta llet es fabrica el formatge de cabra.
- El camell és un parent llunyà dels bòvids i els ovicàprids. Fou domesticat vers el 2500 aC a l'Àsia central. La seva llet és molt apreciada a les regions àrides, on algunes cultures l'utilitzen constantment, com per exemple al nord-oest de l'Àfrica.
- La llama i l'alpaca són animals comuns a la serralada andina de Sud-amèrica. La seva producció làctia es dedica principalment al consum local i no té una major projecció industrial.[20]
- Els cèrvids. En diverses poblacions properes a l'Àrtida és habitual el consum de llet de cèrvids, com ara el ren (Rangifer tarandus) i l'ant (Alces alces). Aquesta última es comercialitza a Rússia i Suècia. Alguns estudis suggereixen que pot protegir els infants contra les malalties gastrointestinals.[21]
- Els èquids: La producció de llet d'egua és molt important per moltes poblacions de les estepes de l'Àsia central, particularment per produir un derivat fermentat anomenat kumis, car si es consumeix crua té un potent efecte laxant.[22] Aquesta llet té un contingut més elevat en hidrats de carboni que la de cabra o vaca, i per aquest motiu és més apta per produir fermentats alcohòlics. Es calcula que el 1982 a Rússia (possiblement referint-se a la Unió Soviètica) hi havia uns 230.000 cavalls dedicats a la producció de kumis.[23] La llet de burra és una de les més semblants a la humana quant a la composició. S'han dut a terme estudis reeixits per subministrar-la com a aliment a infants al·lèrgics a la llet de vaca.[24] També existeixen granges a Bèlgica que produeixen llet de somera per usos cosmètics.[25] La llet de zebra ha esdevingut un article demandat per milionaris excèntrics.[26]

### Munyiment

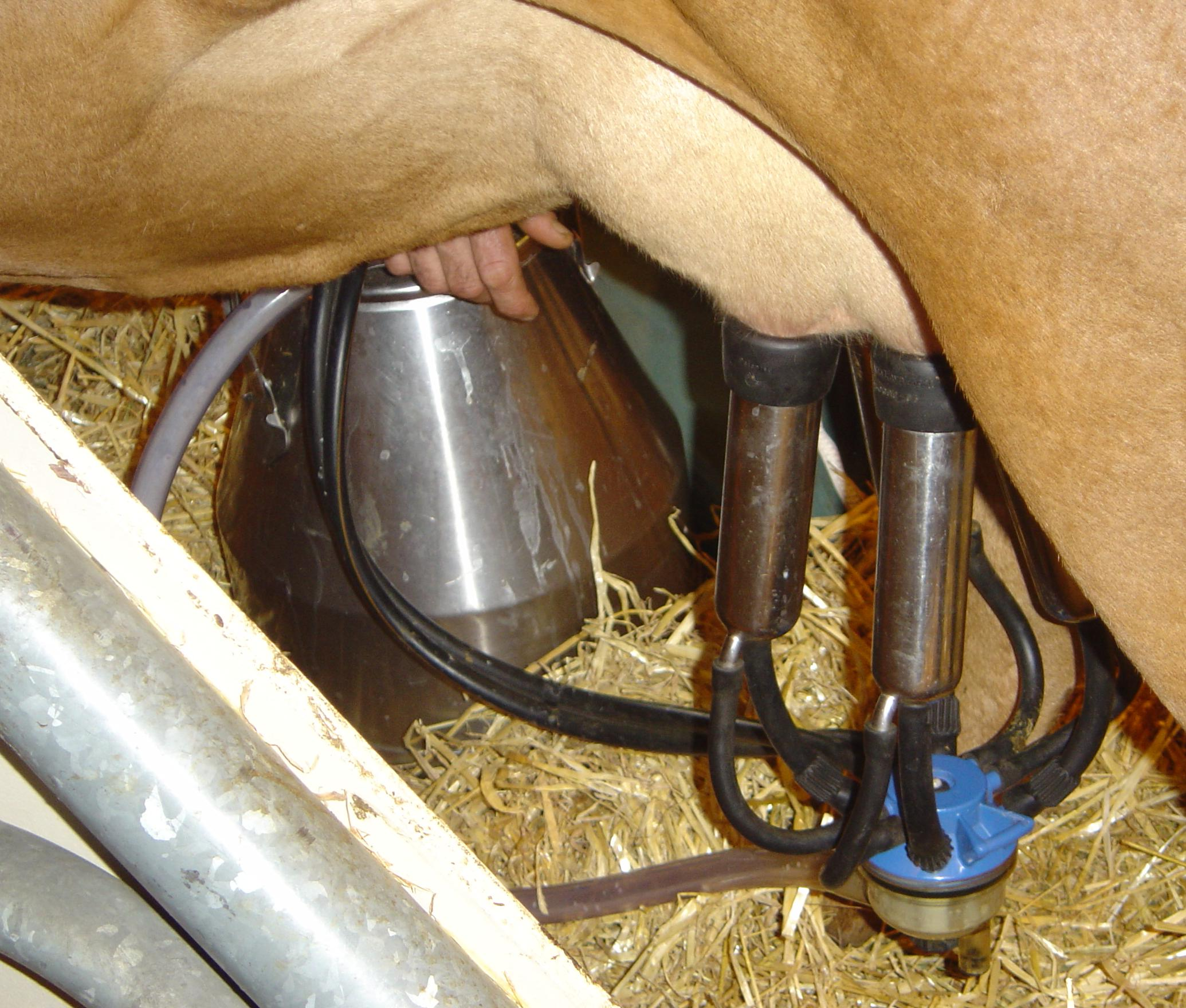
Màquina munyidora que funciona mitjançant succió al buit. Cal remarcar que les succionadores arriben fins a la part superior del mugró, evitant que la llet surti del contenidor metàl·lic i evitant danyar el mugró.

Les tècniques de munyiment són bàsicament dues:
- Manual: És necessari netejar els braguers de l'animal de manera asèptica (és a dir, amb un sabó especial i utilitzant sempre aigua potable) per evitar contagiar l'animal amb mastitis. Aleshores, la cara del munyidor ha de mirar sempre directament vers el ventre de la vaca. El munyidor posa la mà dreta a un mugró del braguer, mentre que amb l'esquerra n'agafa un altre, situat al mateix pla de la mà, però al pla posterior del braguer, i després invertir-lo constantment. Això significa que cada mà muny un parell de mugrons; mentre una agafa l'anterior d'un parell, l'altra agafa el posterior de l'altre parell.
- Mecànic: Utilitza una succionadora que muny la vaca en el mateix ordre que el manual. Extreu llet formant un buit. La diferència rau en el fet que ho fa en menys temps i sense perill de danyar el teixit del braguer. Es fa servir a les indústries i algunes granges on el bestiar lleter és molt gran. Les succionadores han de ser netejades amb una solució de iode al 4%.

En dur a terme la munyida sempre són necessàries dues tasques:
1. Desinfectar el mugró amb aigua destil·lada: Es fa amb una malla fabricada amb fil fi. En disparar un rajolí de llet cap a la malla, cal observar si la llet surt sense grumolls, car això pot significar que la vaca pateix mastitis.
2. Segellar el mugró: Es fa amb la mateixa solució amb què es netegen les succionadores. La diferència rau en el fet que el mugró és netejat totalment amb aquesta solució per tancar-ne el conducte lactífer. Així s'evita que el mugró s'infecti. Si la succionadora ha causat una ferida a l'animal, que té una pell molt sensible, el iode n'evita una infecció posterior.

#### Exemples de glàndules mamàries

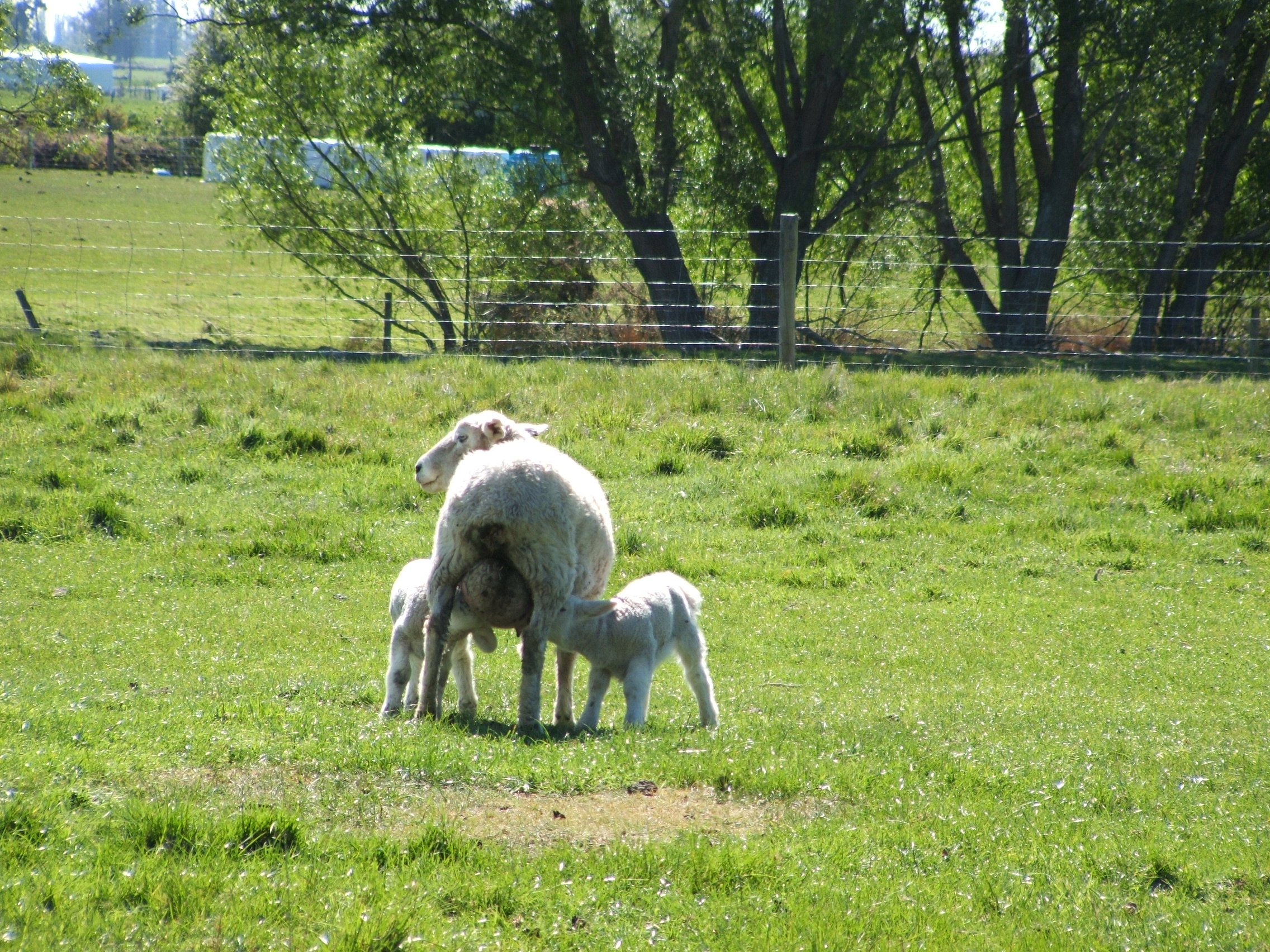
D'ovella
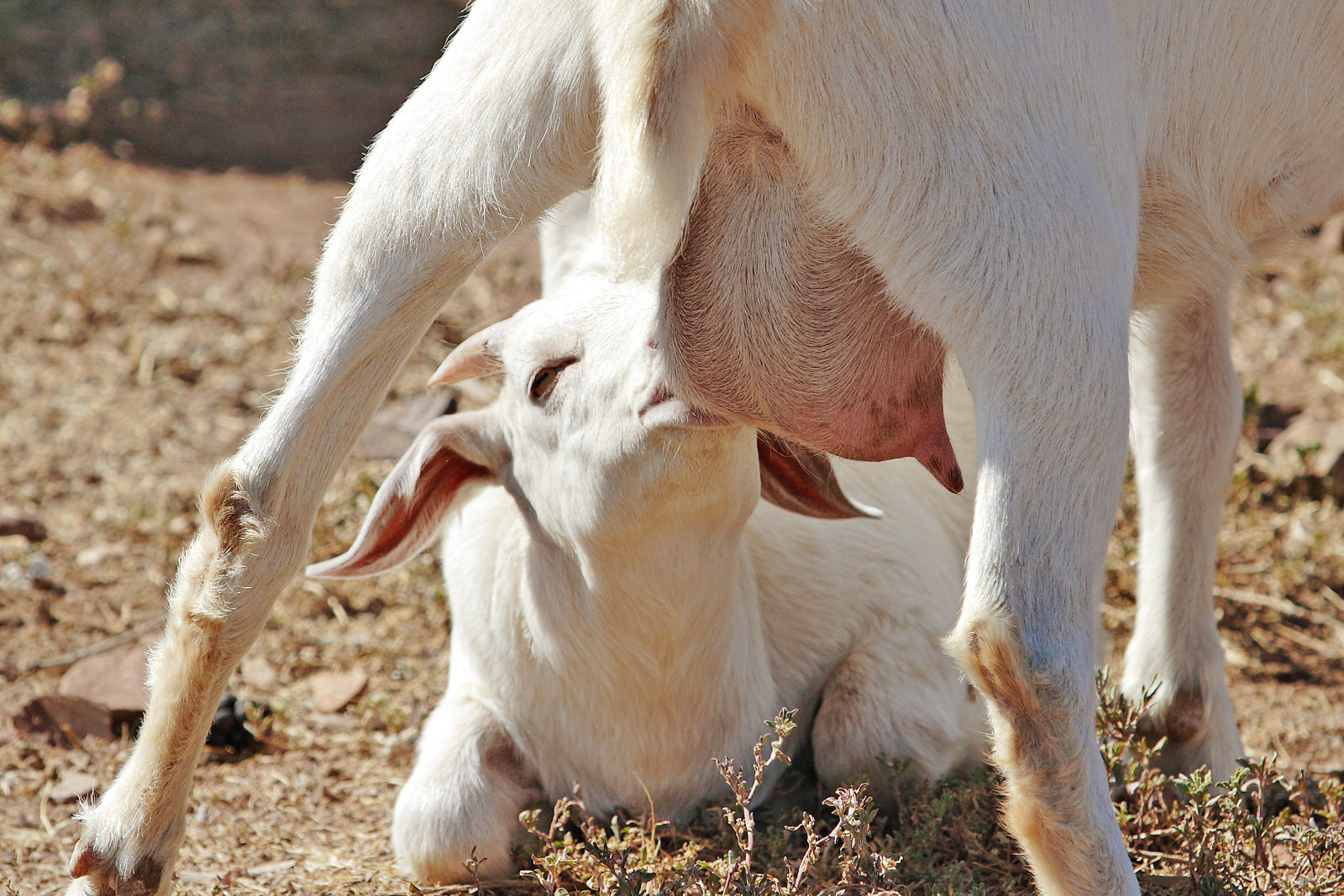
De cabra
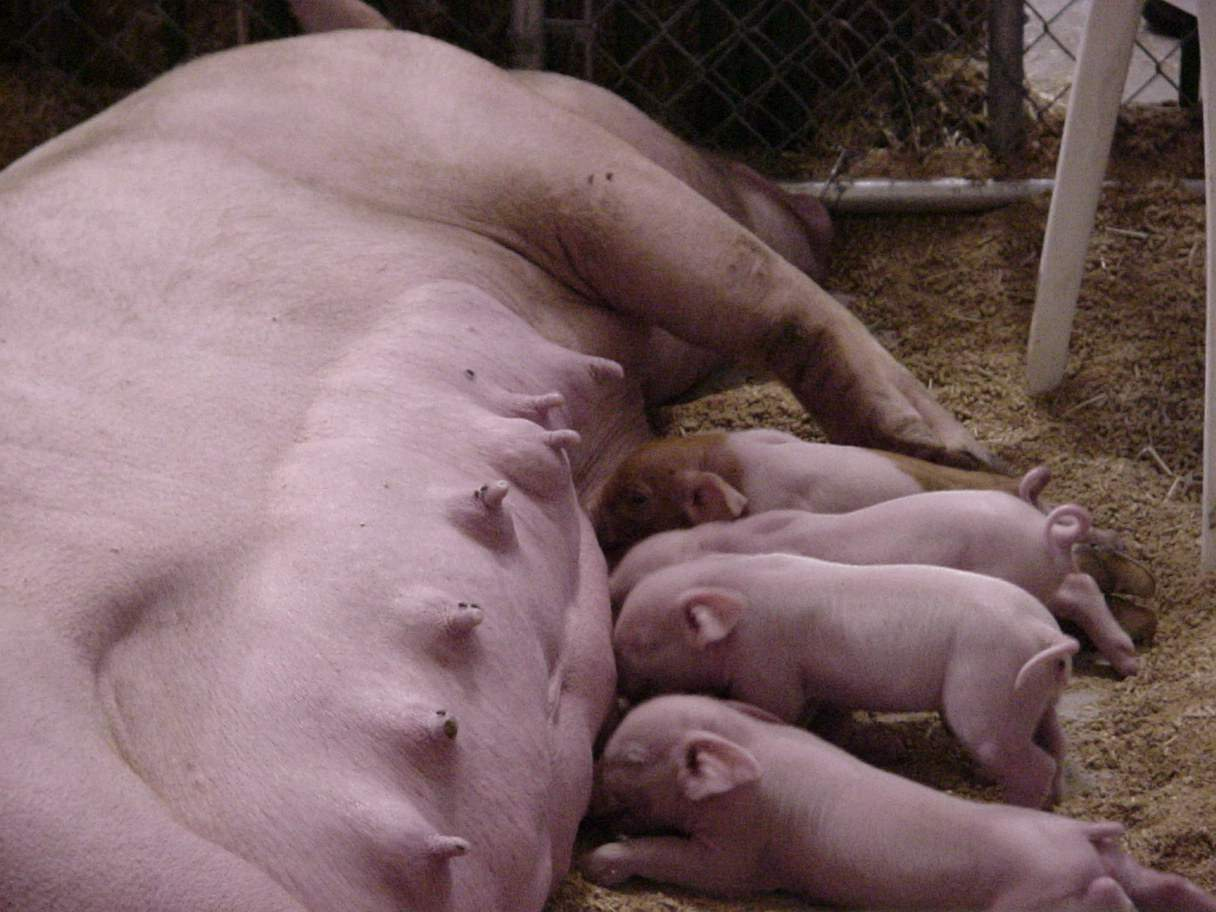
De truja
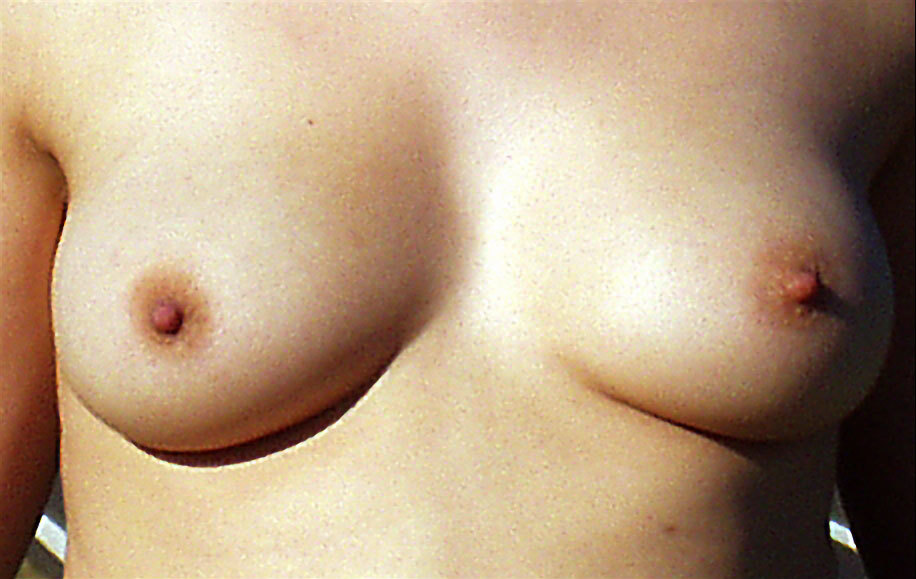
Humana

## Característiques generals

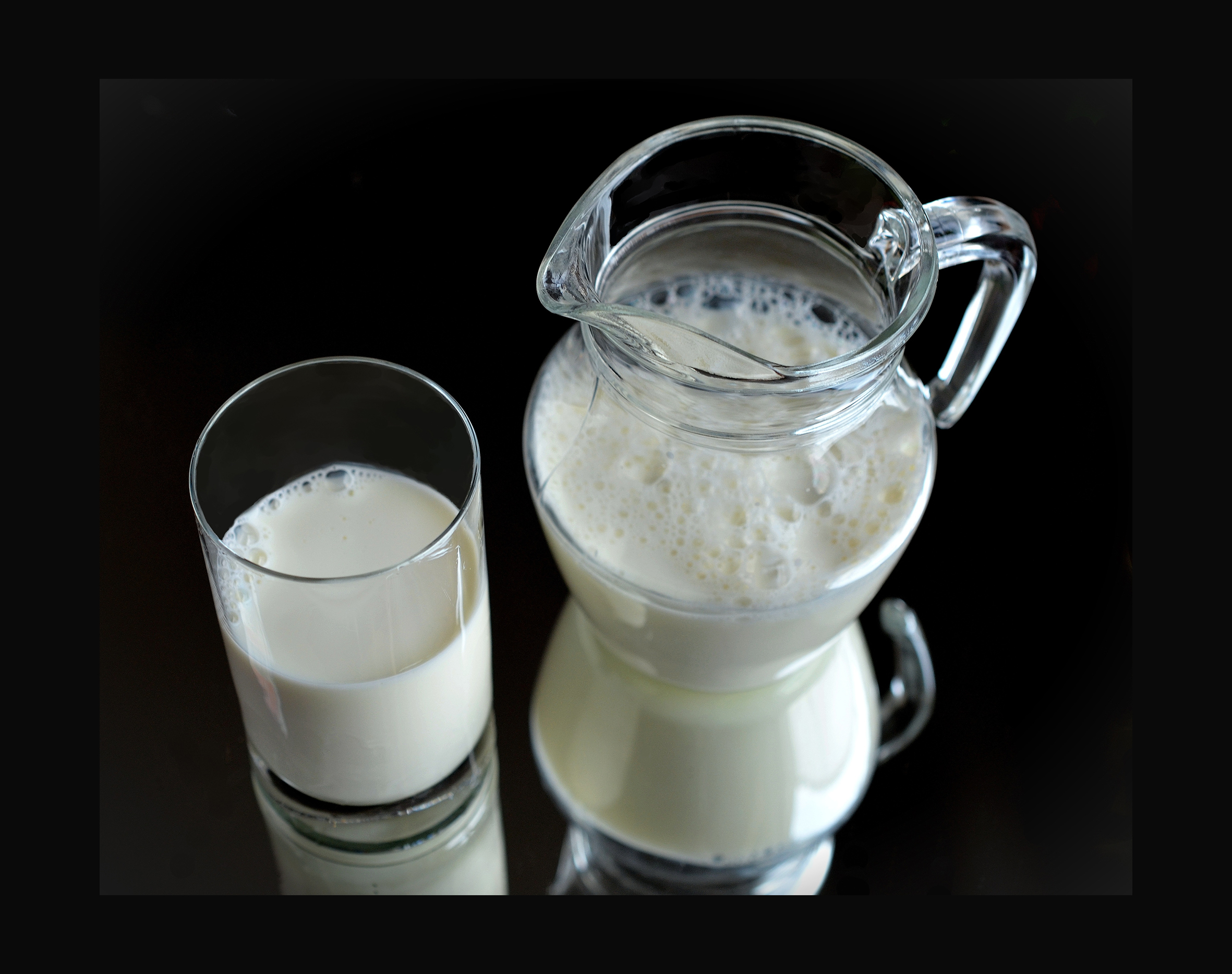
Un got i una gerra de llet

No totes les llets dels mamífers tenen les mateixes propietats. Com a regla general es pot dir que la llet és un líquid de color blanc mat i lleugerament viscós, amb una composició i unes característiques fisicoquímiques que varien sensiblement segons l'espècie i fins i tot segons la raça. Aquestes característiques també varien al llarg del període de lactància, així com al llarg del seu tractament.

### Propietats físiques
La llet de vaca té una densitat mitjana d'1,032 g/ml. És una mescla complexa i heterogènia composta per un sistema col·loidal de tres fases:
- Solució: els minerals i els hidrats de carboni es troben dissolts a l'aigua.
- Suspensió: les substàncies proteiques es troben amb l'aigua en suspensió.
- Emulsió: el greix en aigua es presenta com a emulsió.

Conté una proporció important d'aigua (a prop del 87%). La resta representa l'extracte sec que representa 130 grams per litre i en el qual hi ha entre 35 i 45 g de matèria grassa.
Altres components principals són els glúcids, la lactosa, les proteïnes i els lípids. Conté components orgànics (glúcids, lípids, proteïnes i vitamines) i components minerals (calci, sodi, potassi, magnesi i clor). La llet porta diferents grups de nutrients. Les substàncies orgàniques estan presents en quantitats més o menys iguals i constitueixen la principal font d'energia. Aquests nutrients es reparteixen en elements constructors (proteïnes) i en compostos energètics (glúcids i lípids).

### Propietats químiques
El pH de la llet és lleugerament àcid (pH comprès entre 6,6 i 6,8). Una altra propietat química important és l'acidesa, o quantitat d'àcid làctic, que sol ser d'entre 0,15% i 0,16% de la llet.
|                        | Composició mitjana de la llet en grams por litre |                |                       |                       |                       |         |                   |       |
| Aigua                  | Extracte sec                                     | Matèria grassa | Matèries nitrogenades | Matèries nitrogenades | Matèries nitrogenades | Lactosa | Matèries minerals |       |
| Aigua                  | Extracte sec                                     | Matèria grassa | Totals                | Caseïna               | Albúmina              | Lactosa | Matèries minerals |       |
| Llet de dona           |                                                  |                |                       |                       |                       |         |                   |       |
|                        | 905                                              | 117            | 35                    | 12-14                 | 10-12                 | 4-6     | 65-70             | 3     |
| Èquids                 |                                                  |                |                       |                       |                       |         |                   |       |
| Egua                   | 925                                              | 100            | 10-15                 | 20-22                 | 10-12                 | 7-10    | 60-65             | 3-5   |
| Somera                 | 925                                              | 100            | 10-15                 | 20-22                 | 10-12                 | 9-10    | 60-65             | 4-5   |
| Remugants              |                                                  |                |                       |                       |                       |         |                   |       |
| Vaca                   | 900                                              | 130            | 35-40                 | 30-35                 | 27-30                 | 3-4     | 45-50             | 8-10  |
| Cabra                  | 900                                              | 140            | 40-45                 | 35-40                 | 30-35                 | 6-8     | 40-45             | 8-10  |
| Ovella                 | 860                                              | 190            | 70-75                 | 55-60                 | 45-50                 | 8-10    | 45-50             | 10-12 |
| Búfala                 | 850                                              | 180            | 70-75                 | 45-50                 | 35-40                 | 8-10    | 45-50             | 8-10  |
| Ren                    | 675                                              | 330            | 160-200               | 100-105               | 80-85                 | 18-20   | 25-50             | 15-20 |
| Porcins                |                                                  |                |                       |                       |                       |         |                   |       |
| Truja                  | 850                                              | 185            | 65-65                 | 55-60                 | 25-30                 | 25-30   | 50-55             | 12-15 |
| Carnívors i rosegadors |                                                  |                |                       |                       |                       |         |                   |       |
| Gossa                  | 800                                              | 250            | 90-100                | 100-110               | 45-50                 | 50-55   | 30-50             | 12-14 |
| Gata                   | 850                                              | 200            | 40-50                 | 90-100                | 30-35                 | 60-70   | 40-50             | 10-13 |
| Conilla                | 720                                              | 300            | 120-130               | 130-140               | 90-100                | 30-40   | 15-20             | 15-20 |
| Cetacis                |                                                  |                |                       |                       |                       |         |                   |       |
| Marsopa                | 430                                              | 600            | 450-460               | 120-130               | -                     | -       | 10-15             | 6-8   |

Les substàncies proteiques de la llet són les més importants des del punt de vista químic. Es classifiquen en dos grups: proteïnes (la caseïna representa un 80% del total de proteïnes, mentre que les proteïnes del sèrum en representen el 20%) i enzims.
L'activitat enzimàtica depèn de dos factors, la temperatura i el pH, i està present a tot el sistema en diverses formes. La fosfatasa és un inhibidor a temperatures de pasteurització i indica que aquest procés ha estat dut a terme correctament. La reductasa és produïda per microorganismes aliens a la llet i la seva presència indica que està contaminada. La xantinoxidasa en combinació amb el nitrat de potassi (KNO₃) inhibeix el creixement de bacteris butírics. La lipasa oxida els greixos, dona una olor rància als productes i és inhibida per la pasteurització. La catalasa augmenta amb la mastitis i, tot i que no deteriora l'aliment, és utilitzada com a indicador microbiològic.

### Composició
Immediatament després del part, la femella de mamífer comença a produir secrecions mamàries; durant els dos o tres primers dies produeix el calostre. Un cop passat aquest període, l'animal sintetitza la llet pròpiament dita durant tot el període de lactància, que varia de 180 a 300 dies (depenent de molts factors), amb una producció mitjana diària molt fluctuant que pot arribar als 25 litres. La llet se sintetitza principalment a la glàndula mamària, però gran part dels seus constituents provenen del sèrum de la sang. La seva composició química és molt complexa i completa, cosa que en reflecteix la gran importància en l'alimentació de les cries. La composició de la llet depèn de les necessitats de l'espècie durant el període de cria.

#### Lactosa

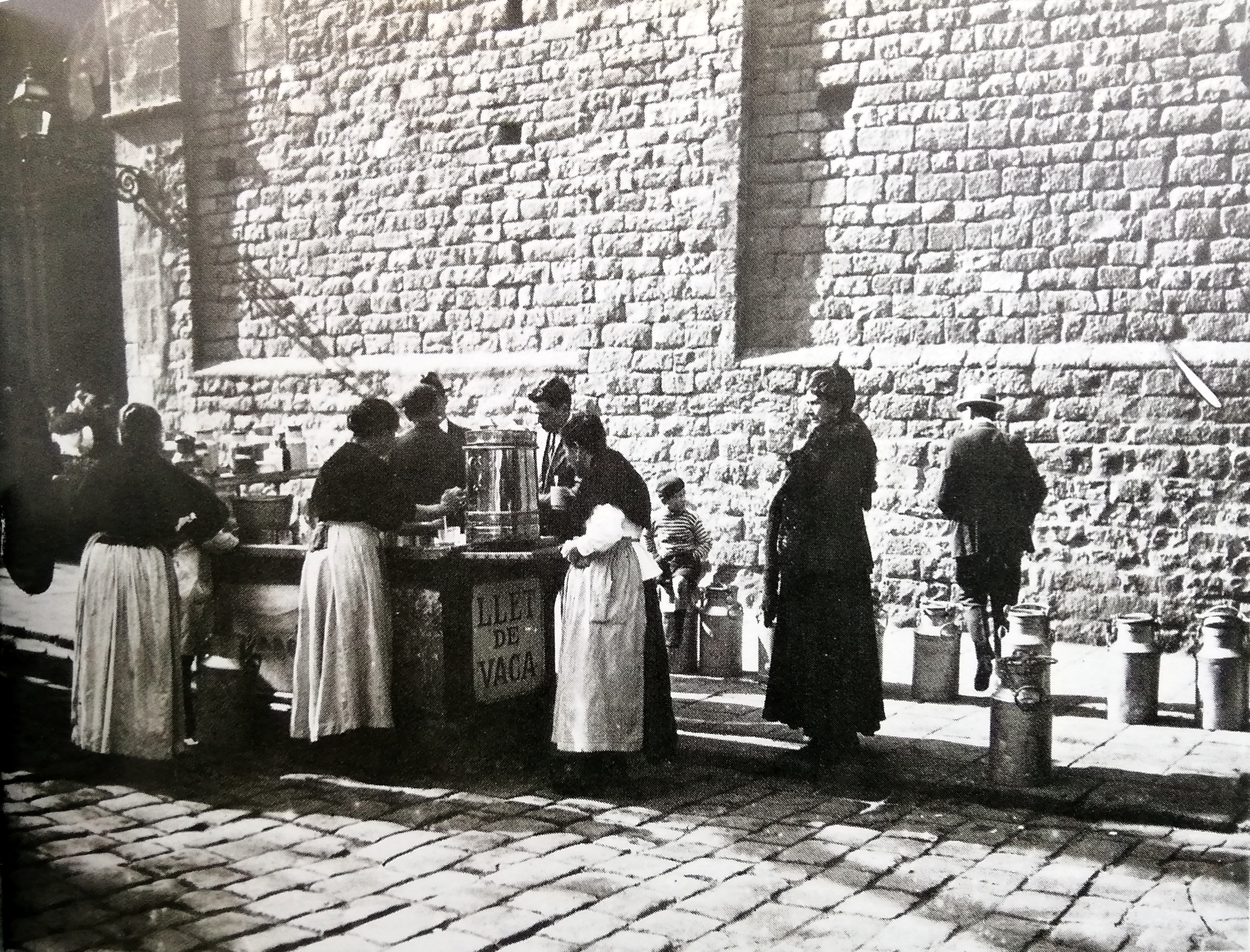
Venda de llet de vaca a Barcelona cap a l'any 1910

La lactosa és un disacàrid present únicament a les llets, que representa el seu principal hidrat de carboni. Tanmateix, s'han identificat petites quantitats de glucosa, galactosa, sacarosa, cerebròsids i aminosucres derivats de l'hexosamina.
La lactosa és sintetitzada a la glàndula mamària per un sistema enzimàtic en què intervé l'α-lactoalbúmina, per després ser segregada a la llet. És un 15% menys edulcorant que la sacarosa i contribueix, juntament amb totes les sals, al gust global de l'aliment. La majoria de la població humana (sobretot entre els no europeus) no toleren la llet més enllà de la infantesa a causa del seu contingut de lactosa. Això es deu al fet que la mucosa de l'intestí prim dels memífers adults no sintetitza la lactasa, que és l'enzim que hidrolitza l'enllaç glucosídic i separa el sucre en glucosa i galactosa.
Quan la lactosa arriba al còlon, fermenta i produeix hidrogen, diòxid de carboni i àcid làctic, que irriten aquest òrgan; a més, s'absorbeix aigua a l'intestí per equilibrar la pressió osmòtica. Tot això pot tenir com a resultat diarrea, flatulències i rampes abdominals. Per posar remei a aquesta anomalia bioquímica que afecta alguns sectors de la població mundial, els productors afegeixen al permeat (sèrum) un enzim, l'α-lactasa, que hidrolitza el disacàrid en els seus dos monosacàrids, de manera que pugui ser tolerat pels grups al·lèrgics a la lactosa.
La lactosa és produïda des que el bebè comença a lactar, i comença a disminuir la seva producció amb el creixement, car biològicament els humans no requereixen llet a la seva dieta bàsica després de la infància.

#### Lípids o greixos
Les propietats de la llet reflecteixen els àcids grassos que conté. Hi ha diversos grups de lípids presents a la llet: triacilglicèrids, diacilglicèrids, monoacilglicèrids, fosfolípids, àcids grassos lliures, esterols i els seus èsters, i alguns carbohidrats.
| Lípid                 | Percentatge del total de lípids | Concentració (g/L) |
| --------------------- | ------------------------------- | ------------------ |
| Triacilglicèrids      | 96-98                           | 31                 |
| Diacilglicèrids       | 2,10                            | 0,72               |
| Monoacilglicèrids     | 0,08                            | 0,03               |
| Fosfolípids           | 1,1                             | 0,35               |
| Àcids grassos lliures | 0,2                             | 0,08               |
| Colesterol            | 0,45                            | 0,15               |
| Hidrocarburs          | rastres                         | rastres            |
| Èsters d'esterols     | rastres                         | rastres            |

Els triacilglicèrids es troben en forma de petites partícules anomenades glòbuls. Contenen una gran quantitat d'àcids grassos, existint-ne fins a 400 tipus diferents a la llet de vaca (els olis vegetals en tenen entre vuit i deu). La llet és l'aliment amb la composició lipídica més complexa. Tanmateix, el 96% del total el formen només catorze àcids grassos, sent els més importants l'àcid mirístic, l'àcid palmític i l'àcid oleic. La gran quantitat de greixos es deu a l'alimentació del boví i a la intensa activitat del rumen. En el cas de les foques, l'excés de contingut gras es deu a la seva dieta basada en peixos, i és part d'una adaptació natural perquè la cria suporti el fred extrem. En el cas de la llet humana, el contingut gras depèn de la nutrició equilibrada de la dona durant l'embaràs i la lactància; per això, una dieta plenament omnívora afavoreix el contingut gras exacte de la llet.

#### Caseïnes
De totes les proteïnes de la llet, les més comunes i representatives són tres, i totes són caseïnes: la caseïna-αs1, la caseïna-β i la caseïna-κ. A la indústria làctia és molt important la caseïna-κ, que té, entre d'altres, les característiques següents:
La caseïna-κ és útil principalment per l'elaboració de formatges (la més rica en aquest tipus de caseïna és la llet de vaca, mentre que la més pobra és la llet humana) a causa del fet que, en ser hidrolitzada per la rennina, és possible que es precipiti en paracaseïna-κ, que en reaccionar amb el calci genera paracaseïnat de calci.

##### Fase micel·lar
Les caseïnes interaccionen entre si, formant una dispersió col·loidal que consisteix en partícules esfèriques anomenades micel·les amb un diàmetre que sol variar entre 60 i 450 nm, amb una mitjana de 130 nm. Malgrat l'abundant literatura científica sobre la possible estructura d'una micel·la, no hi ha consens sobre el tema. Existeix un model proposat que considera que la micela es troba al seu torn constituïda per subunitats de la mateixa forma, amb un diàmetre d'entre 10 i 20 nm.
Aquesta imatge permet observar com s'enllacen entre si les subunitats gràcies als ions de calci. Se suggereix que el fosfat de calci s'uneix als grups NH₂- de la lisina; el calci interacciona amb el grup carboxil ionitzat (COO-). Les submicel·les es constitueixen a partir de la interacció constant entre les caseïnes α, β i κ. Cal remarcar la funció estabilitzant de la caseïna κ contra la precipitació de calci d'altres fraccions proteiques. La gran quantitat de models fisicoquímics estan tots d'acord que les unitats hidròfobes entre les molècules de proteïnes asseguren l'estabilitat de la micel·la.

#### Sèrum
A partir de deu litres de llet de vaca es poden produir 1–2 kg de formatge (compost en gran part de caseïna) i una mitjana de 8–9 kg de sèrum de llet. El sèrum de llet és el conjunt de tots els components de la llet que no s'integren en la coagulació de la caseïna, i segons el tipus de llet (és a dir, l'espècie de la qual prové) es poden tenir dos tipus de sèrum, classificats pel seu gust:
- El sèrum dolç, que prové de formatges coagulats amb rennina. Gran part d'aquest sèrum es compon de nitrogen no proteic (22% del total) i té una gran concentració de lactosa (aproximadament el 4,9% del sèrum); és el més ric en proteïnes (0,8%) però molt pobre en àcid làctic (0,15%). La resta del sèrum és un conjunt de sals, minerals i greixos que varien entre espècies, El pH varia entre 6 i 6,2.
- El sèrum àcid, que prové de formatges coagulats amb àcid acètic. És el subproducte comú de la fabricació de formatge fresc i mató, i pel seu elevat pH (4,6) resulta corrosiu pels metalls. Conté una proporció més alta de nitrogen no proteic (27%) i té una concentració més baixa de lactosa (4,3%) car, com que prové de llets àcides, part de la lactosa es converteix en àcid làctic per fermentació. Per això, té més àcid làctic (0,75%). A causa de la desnaturalització, és més pobre en proteïnes (0,6%). Sol tenir una concentració més baixa de sals, minerals i greixos, amb una concentració que varia segons l'espècie.

Els lactats i els fosfats (sals molt comunes al sèrum) ajuden a mantenir l'equilibri àcid-base i influeixen molt en les propietats del sèrum (estabilitat i precipitació tèrmica). El sèrum té una proporció baixa de proteïnes, però aquestes tenen més qualitat nutritiva que les caseïnes del formatge. La producció excessiva de sèrum en elaborar formatge ha estat sempre una preocupació i s'han inventat moltes maneres d'aprofitar-lo. Una de les més senzilles, de tipus casolà, és escalfar-lo per precipitar-ne les proteïnes, i llavors premsar-lo o filtrar-lo. A moltes poblacions de Mèxic sol ser menjat immediatament després de salar-lo (i rep el nom de mató). Les seves aplicacions industrials solen venir un cop és deshidratat, quan és poc soluble. Durant l'evaporació (per a eliminar l'aigua) i l'aspersió (per a assecar-lo), pot perdre les seves propietats nutritives, de manera que el pH i la temperatura d'aquests dos processos han de ser vigilats amb cura durant l'assecament de l'extracte.
Les proteïnes del sèrum són compactes, globulars, amb un pes molecular que varia entre 14.000 i 1.000.000 de daltons, i són solubles en un ample interval de pH (es mantenen intactes quan la llet es tria: quan es desfà, es descompon, perd la seva cohesió líquida i es resol en grums. cast. cortarse) de manera natural, car no hi ha hagut presència de calor que desnaturalitzi les proteïnes). En estat natural no s'associen amb les caseïnes, però en les llets tractades tèrmicament i homogeneïtzades, una part de les proteïnes sí que ho fa. Les proteïnes del sèrum consten d'almenys vuit fraccions diferents, totes sensibles a temperatures altes (processos tèrmics), i per aquest motiu són les primeres a degradar-se en processos com ara la pasteurització o l'UHT. La raó per la qual la llet no es descompon quan no està refrigerada un cop se l'ha tractat tèrmicament és perquè les proteïnes del sèrum, en desnaturalitzar-se, alliberen un grup sulfhidril que redueix parcialment l'activitat oxidativa.
Les proteïnes del sèrum més abundants en la llet són:
- α-lactalbúmina: constitueix el sistema enzimàtic necessari per la síntesi de la lactosa. Les llets d'animals que no presenten aquesta proteïna tampoc no contenen lactosa. No té sulfhidrils lliures però sí que té quatre disulfurs cedits per les cistines, de manera que conté 2,5 vegades més sofre que la caseïna. Té un baix pes molecular i un alt contingut en triptòfan. Es considera que els ocells i els bovins tenen mecanismes similars per generar proteïnes semblants, car la seqüència d'aminoàcids de l'α-lactalbúmina és similar al lisozim de l'ou.[46] Es desnaturalitza a 63 °C.
- β-lactoglobulina: insoluble en aigua destil·lada i soluble en dilucions de sals, es desnaturalitza i precipita a menys de 73 °C (no resisteix la pasteurització). Aquesta proteïna no es troba a la llet humana, sent especialment abundant en els remugants, i és considerada la responsable de certes reaccions al·lèrgiques en els infants.[47] Existeixen tractaments industrials que permeten modificar els components de la llet de vaca per tal que s'assemblin als de la llet humana, i així poder donar-la als bebès. En aquests processos s'elimina aquesta proteïna per precipitació amb polifosfats o per filtració en gel, per després mesclar-la amb altres components (caseïna, oli de soia, minerals, vitamines, lisozim, etc.).[48][49][50][51]
- Proteïna àcida del sèrum (WAP, en anglès): és un component de la llet que només es troba en el clade dels glirs, que agrupa els rosegadors i els lagomorfs, tot i que s'han trobat seqüències relacionades en el porc. Del fet que contenen dominis similars a inhibidors de la proteasa s'observa que la seva funció és antimicrobiana i protectora de les mucoses orals.[52]
- Immunoglobulines: representen el 10% de les proteïnes del sèrum i provenen de la sang de l'animal. Pertanyen als tipus IgA i IgE i procedeixen de les cèl·lules plasmàtiques del teixit conjuntiu de la mama. Alguns científics hi veuen la raó de ser de la llet, car permeten transmetre certa immunitat a la cria (principalment la memòria de les malalties que ha patit la mare). Solen ser molt abundants en el calostre (fins a 100 g/L).

### Propietats microbiològiques
La llet acabada de munyir és un substrat ideal per un gran nombre de gèneres bacterians, alguns beneficiosos i altres perjudicials, que provoquen diverses modificacions de l'aliment i les seves propietats:
| Tipus de bacteri | Efectes sobre l'aliment | Condicions necessàries per a l'activació o desenvolupament |
| ---------------- | --- | --- |
| Làctics          | Són els bacteris que converteixen la lactosa en àcid làctic mitjançant la fermentació làctica. Alguns, com Lactobacillus bulgaricus, poden causar una alteració en la consistència que pot espessir la llet, pas principal per elaborar iogurt. Fa que augmenti l'acidesa i que el pH baixi a 4,5. | Temperatures ambientals o superiors. A temperatures ambientals, es genera un cultiu làctic i pot trigar fins a dos dies; aplicant un escalfament, el procés es fa més ràpid. |
| Propiònics       | Generen un alliberament de diòxid de carboni (CO₂). Actuen sobre les traces d'àcid propiònic de la llet per generar àcid acètic. Poden generar un excés bombollejant sobre la llet i donar una olor massa àcida. | Temperatures de 24 °C per tal de començar a actuar. |
| Butírics         | Generen coàguls grassos a la llet no acidificada. L'alteració del greix làctic pot causar una espessor no desitjada. | Una acidesa baixa i un pH superior a 6,8. |
| Patògens         | Alteren totes les propietats. L'acidesa disminueix, el pH esdevé bàsic, es produeix una separació irregular dels greixos i de la caseïna (la llet es «tria», quan es desfà, es descompon (cast. cortarse), perd la seva cohesió líquida i es resol en grums) i l'olor es fa pudent. La seva presència, com la de coliformes, pot indicar contaminació fecal. Produeixen un alliberament de CO₂ i diòxid de nitrogen (NO₂). Generen bombolles grans i la llet sembla efervescent.                                                   | Temperatures de 37 °C i una baixa acidesa. Habitualment, la llet no refrigerada experimenta aquests canvis.                                                                  |
| Psicròfils       | Apareixen després de l'esterilització de la llet i resisteixen les temperatures baixes, podent fins i tot créixer entre 0° i 10 °C. Encara que durant l'esterilització s'elimina gran part d'aquests bacteris, deixen una empremta enzimàtica (proteases) que resisteixen les temperatures altes, causant en la llet una amargor característica un cop passada la meitat del seu període de caducitat. A la indústria làctia, aquest tipus de bacteris (del gènere Pseudomonas) donen el gust amarg a les cremes i llets blanques. | Un valor de pH inferior a 6,6. No són inhibits per la congelació i generen una activitat enzimàtica persistent.                                                              |

En el control de qualitat, la llet crua (sense pasteuritzar) és analitzada abans de determinar-ne el destí com a producte acabat. Si el recompte de gèrmens és superior a 100.000 UFC (unitats formadores de colònia), la llet és de baixa qualitat. També es determina la potencialitat de brucel·losi que presenta.
La llet conté un alt contingut de nutrients, incloent proteïnes, greixos, carbohidrats, vitamines, minerals i aminoàcids essencials, a un pH neutre i gran quantitat d'activitat hídrica. Tot això proporciona un ambient ideal per al creixement de molts microorganismes, fent que la llet tingui una microbiota molt rica, la qual afecta directament al desenvolupament posterior dels productes làctics, ja que poden provocar la fermentació de la lactosa fins a lactat i tenir diferents impactes en les propietats organolèptiques.
Alguns dels microorganismes que hi ha a la microbiota de la llet són:
- Microorganismes fermentadors làctics: Lactococcus, Lactobacillus, Streptococcus, Propionibacterium i poblacions de fongs. Aquestes són les poblacions predominants.
- Microorganismes deteriorants: Pseudomonas, Clostridium, Bacillus i altres microorganismes formadors d'espores o termodurics.
- Microorganismes que promouen la salut: Lactobacillus i Bifidobacteris.
- Microorganismes que poden causar malalties: Listeria, Salmonella, Escherichia coli, Campylobacter i fongs productors de micotoxines.

A més, molts d'aquests microorganismes produeixen residus d'antibiòtics a la llet que poden desenvolupar resistències en bacteris patògens.

### Propietats nutricionals
La composició diversa de la llet, que conté greixos (dels quals els triacilglicerols són la fracció majoritària, amb el 98% del total de lípids, i els àcids grassos que els formen són majoritàriament saturats), proteïnes (caseïna, albúmina i proteïnes del sèrum) i glúcids (lactosa, sucre específic de la llet) la converteix en un aliment complet. A més, la llet sencera de vaca és una font important de vitamines (vitamines A, B, D3, E). La vitamina D és la que fixa el fosfat de calci a les dents i els ossos, per la qual cosa és especialment recomanable pels nens. El calostre és un líquid de color groguenc, ric en proteïnes i anticossos, indispensables per la immunització dels nounats. Malgrat això, no té aplicacions industrials.

## Consum de llet en adults

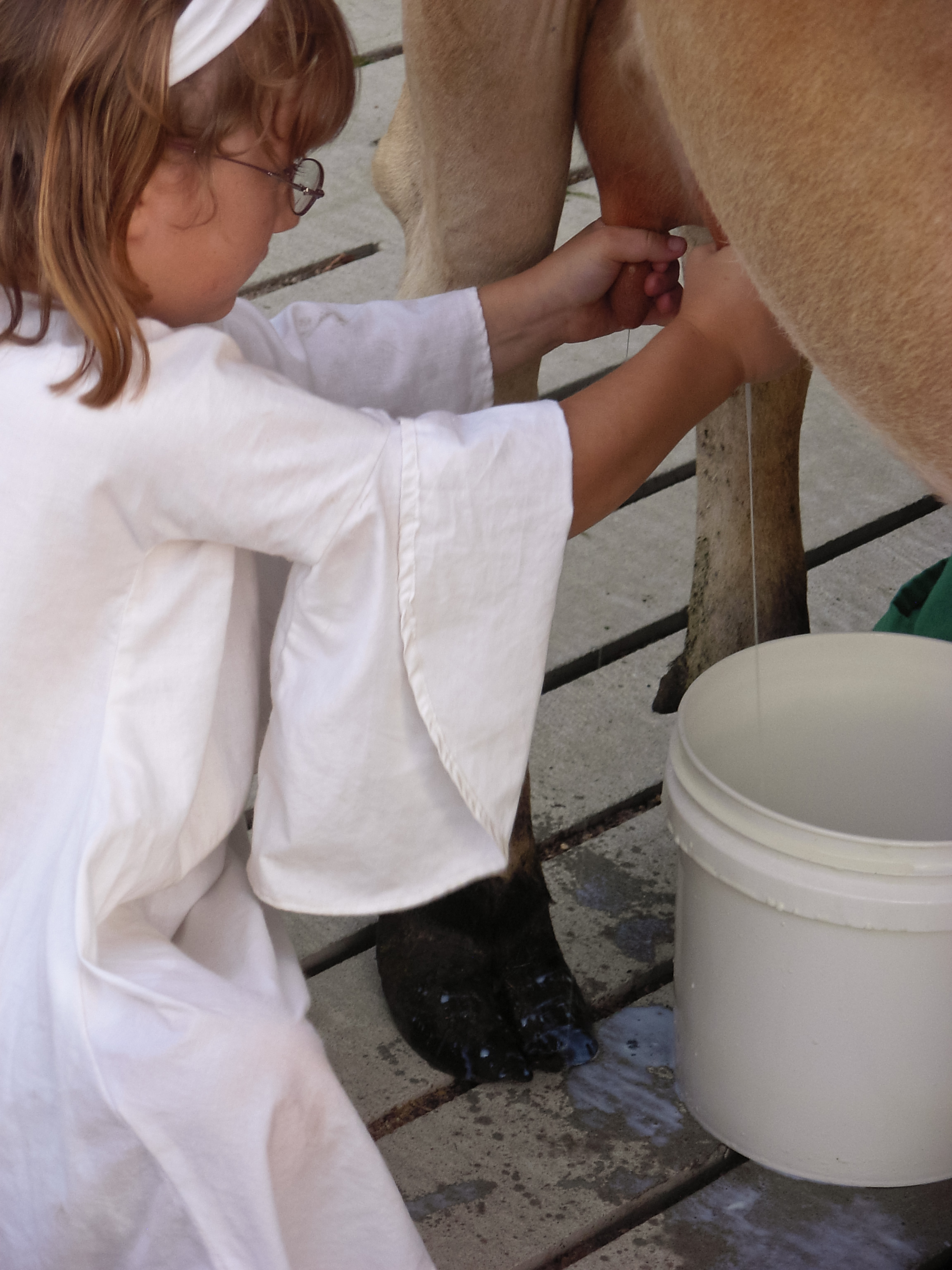
Munyint una vaca de forma tradicional

El consum humà de la llet d'origen animal començà fa uns 11.000 anys amb la domesticació del bestiar durant l'anomenat òptim climàtic. Aquest procés tingué lloc en especial a l'Orient Pròxim, impulsant la revolució neolítica. El primer animal que fou domesticat fou la vaca, a partir de l'Ur; després vingué la cabra, aproximadament al mateix temps, i finalment l'ovella, fa entre 9.000 i 8.000 anys (vegeu la secció següent). Existeixen hipòtesis, com ara la hipòtesi del genotip estalviador, que afirmen que això suposà un canvi fonamental en els hàbits alimentaris de les poblacions caçadores-recol·lectores, que passaren d'alimentar-se amb ingestions abundants però esporàdiques a rebre aportacions diàries de carbohidrats. Segons aquesta teoria, aquest canvi feu que les poblacions euroasiàtiques esdevinguessin més resistents a la diabetis mellitus tipus 2 i més tolerants a la lactosa en comparació amb altres poblacions humanes que conegueren més recentment els productes derivats de la ramaderia. Tanmateix, aquesta hipòtesi no ha pogut ser verificada, i fins i tot el seu propi autor, James V. Neel, l'ha refutat, al·legant que les diferències observades en poblacions humanes podrien ser degudes a altres factors ambientals.
Quant a la capacitat d'alguns adults de tolerar els productes lactis sense fermentar, especialment la llet, s'han proposat diverses hipòtesis. Una d'elles és que el gen responsable de la lactasa (l'enzim que hidrolitza la lactosa), un gen rar i poc freqüent en les poblacions europees del Neolític, possiblement s'ha conservat a conseqüència de la inclusió dels productes lactis en l'alimentació humana.
Durant l'edat antiga i l'edat mitjana, la llet era molt difícil de conservar i, per tant, es consumia fresca o en forma de formatge. Amb el temps s'afegiren nous productes lactis com ara la mantega. La revolució industrial a Europa, als voltants del 1830, dugué la possibilitat de transportat la llet fresca de les zones rurals a les grans ciutats gràcies a les millores en els transports. Amb el temps, han anat apareixent nous instruments en la indústria del processament de la llet. Un dels més coneguts és la pasteurització, suggerida per la llet per primer cop el 1886 pel químic agrícola alemany Franz von Soxhlet. Aquestes innovacions feren que la llet tingui actualment un aspecte més saludable, un temps de conservació més previsible i un processament més higiènic.
Tanmateix, cal recordar que només un 25% dels adults humans poden digerir la lactosa.

## Processos industrials

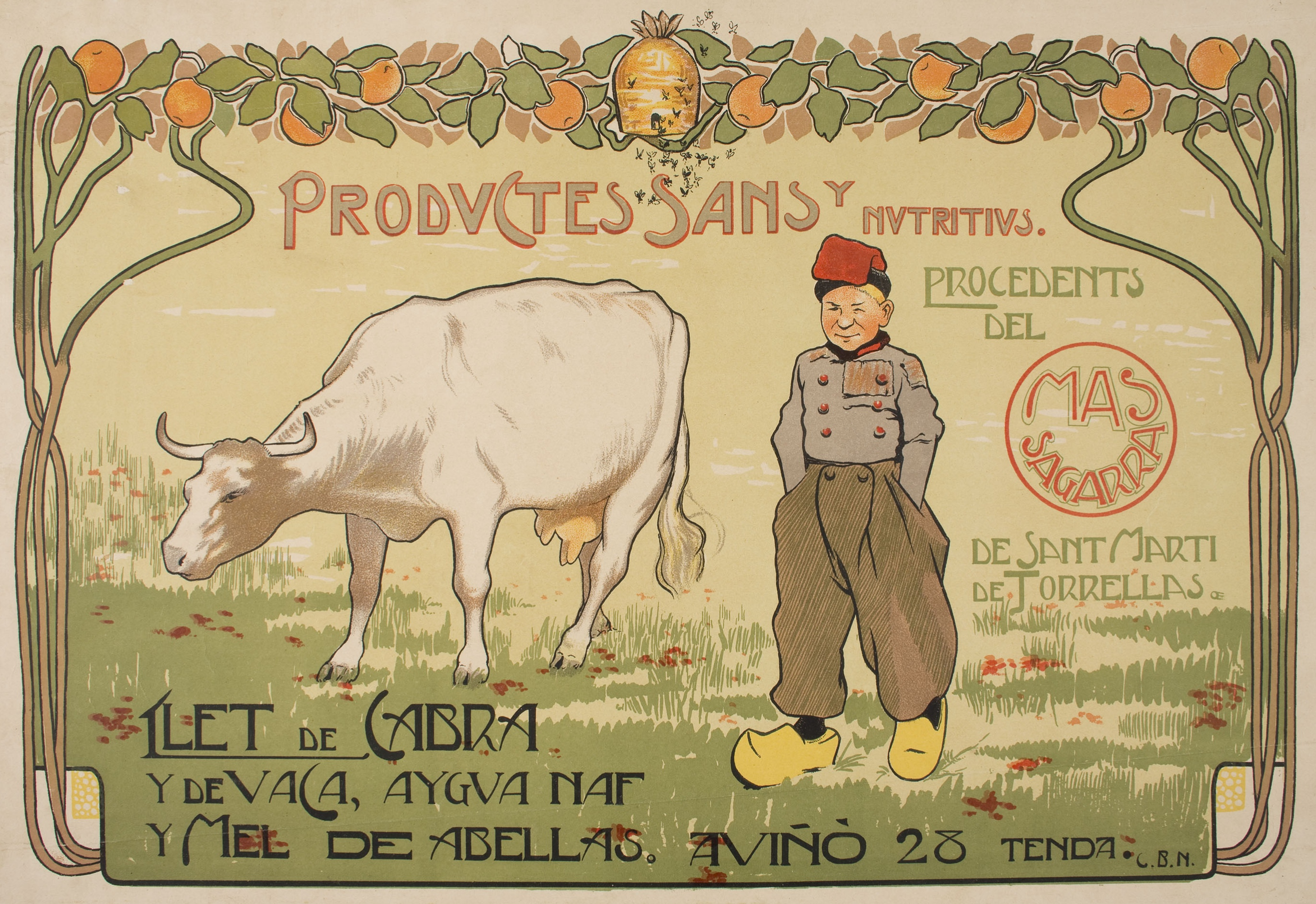
Producció i venda de llet de cabra i llet de vaca per una empresa del Llobregat el 1902

La llet crua no seria apta per la comercialització i el consum sense ser sotmesa a certs processos industrials que asseguren que la càrrega microbiològica es troba dins d'uns límits segurs. Per això, una llet amb garanties de salubritat ha d'haver estat munyida amb mètodes moderns i higiènics de succió en què no hi ha contacte físic amb la llet. Després de ser munyida, s'ha de refredar i emmagatzemar en un tanc de llet en agitació, i se l'ha de transportar en cisternes isotèrmiques fins a les plantes de processament.
En aquestes plantes, s'ha d'analitzar la llet abans de descarregar-la per tal de comprovar que compleixi les característiques òptimes pel consum.
Entre les anàlisis, hi ha les fisicoquímiques, que verifiquen la composició en greix i l'extracte sec, entre altres paràmetres, per detectar possibles fraus per aigualit; les organolèptiques, que detecten gustos estranys i les bacteriològiques, que detecten la presència de bacteris patògens i antibiòtics. Aquests últims poden passar a la llet procedent de les vaques en tractament veterinari i posteriorment al consumidor. La llet que no compleix els requisits de qualitat ha de ser rebutjada.
Un cop comprovat l'estat òptim de la llet, és emmagatzemada en cisternes de gran capacitat i preparada pel seu envasament comercial.

### Depuració
La llet, segons l'aplicació comercial que se li vulgui donar, pot passar per una gran quantitat de processos, coneguts com a processos de depuració. Aquests processos asseguren la qualitat sanitària de la llet, i són els següents:
- Filtració: s'utilitza per separar la proteïna i el sèrum, eliminant així impureses com ara sang, pèls, palla o fems. S'utilitza una filtradora o una reixeta.
- Homogenització: anomenada també homogeneïtzació. S'utilitza aquest procés físic que consisteix en l'agitació contínua (pneumàtica o mecànica) amb una bomba, una homogeneïtzadora o una clarificadora, i la finalitat del qual és reduir el glòbul de greix abans d'escalfar-lo, evitant així la formació de nata. Cal que tingui 1 μm de diàmetre. Quan s'estandarditza la llet o se'n regularitza el contingut en greix, es mescla amb homogeneïtzació, evitant la separació posterior de fases. Es fa a 50 °C per evitar la desnaturalització. L'homogeneïtzació, després de la pasteurització, estabilitza el greix en petites partícules que eviten la formació de crema durant la fermentació, i genera una millor textura, car la interacció entre caseïnes i els glòbuls de greix és favorable per l'elaboració de derivats lactis que necessiten fermentació.[61]
- Estandardització: quan la llet no passa positivament la prova de contingut gras per elaborar determinats productes, s'utilitza llet en pols o greix vegetal. Es pot fer de dues maneres: primer de manera matemàtica (amb procediments com el khi quadrat de Parsons o balanç de matèria) i després pràctica, mesurant els greixos i mesclant-los. Abans que la llet passi a qualsevol procés, ha de tenir un 3,5% de contingut gras. Aquest procés també s'utilitza quan la llet, un cop tractada tèrmicament, ha perdut algun tipus de components, cosa que es fa habitualment amb la llet que ha perdut calci, i a la qual es reincorporen els nutrients.
- Desodorització: s'utilitza per eliminar les olors que puguin impregnar la llet durant la seva obtenció (de fems, per exemple). Per fer-ho s'utilitza una cambra de buit, en què les olors s'eliminen per complet. Cal que la llet tingui una olor dolça o àcida.
- Bactofugació: elimina els bacteris mitjançant centrifugació. La màquina utilitzada per això rep el nom de bactòfuga. Genera una rotació centrífuga que fa que els bacteris morin i se separin de la llet. La llet ha de tenir com a màxim 300.000 UFC/ml (unitats formadores de colònia per mil·lilitre). Abans de començar la bactofugació cal fer un cultiu dels bacteris de la llet per identificar-los. Això és molt important, car permet determinar el procés més eficaç per eliminar un bacteri específic.[62] Se sol prendre com a estàndard que una temperatura de 80 °C durant 30 minuts elimina els coliformes, el bacil de la tuberculosi i les espores, a més d'inhibir els enzims fosfatasa alcalina i peroxidasa. Tanmateix, aquest només és un estàndard molt variable que depèn de moltes condicions.
- Clarificació: s'utilitza per separar sòlids i sediments innecessaris presents a la llet (com pols o terra, partícules molt petites que no poden ser filtrades). Es fa servir una clarificadora, en què es pot dur a terme el procés de dues maneres: escalfant la llet a 95 °C i deixant-la agitar durant 15 minuts, o escalfant-la a 120 °C durant 5 minuts.

### Tractaments tèrmics
Una vegada s'ha fet la depuració, la llet pot ser tractada per al consum humà mitjançant l'aplicació de calor per eliminar parcialment o total els bacteris.
Segons l'objectiu desitjat, es farà servir la termització, la pasteurització, la ultrapasteurització o l'esterilització.
- Termització: amb aquest procediment es redueix o inhibeix l'activitat enzimàtica. La llet s'escalfa a entre 57 i 68 °C durant uns quinze segons. També s'utilitza com a pas previ a la pasteurització, per tal d'evitar un canvi massa sobtat en la temperatura de l'aliment.
- Pasteurització (High Temperature Short Time, HTST): amb aquest procediment la llet s'escalfa a temperatures elevades per eliminar microorganismes patògens específics, principalment Streptococcus thermophilus. Inhibeix alguns altres bacteris. S'escalfa la llet a una temperatura d'entre 71,5° i 74 °C durant 15-30 segons.
- Ultrapasteurització (Ultra High Temperature, UHT) o uperització: en aquest procediment es fa servir una temperatura superior a la de la pasteurització (d'uns 135 °C) durant un o dos segons. Elimina qualsevol microorganisme present a la llet. No es refrigera posteriorment. Aquest procés no s'aplica a llets saboritzades o reformulades, car experimenten caramelització. L'esterilització pot fer-se en unes autoclaus en línia. Les llets blanques tractades d'aquesta manera s'envasen en brics o capses de cartó especial higienitzades i recobertes internament amb un film setinat.

Després d'un tractament tèrmic la refrigeració pot ser prescindible, car no és necessari baixar la temperatura en tots els casos, només si la llet encara presenta microorganismes.
Es valora la possibilitat de refrigeració segons els microbis que hi hagi; per això, la termització té refrigeració obligada i l'esterilització no. Si no hi ha bacteris o activitat enzimàtica, la llet no s'alterarà a temperatura ambient, tot i que l'exposició a l'oxigen podria provocar activitat oxidant.

## Presentació al mercat

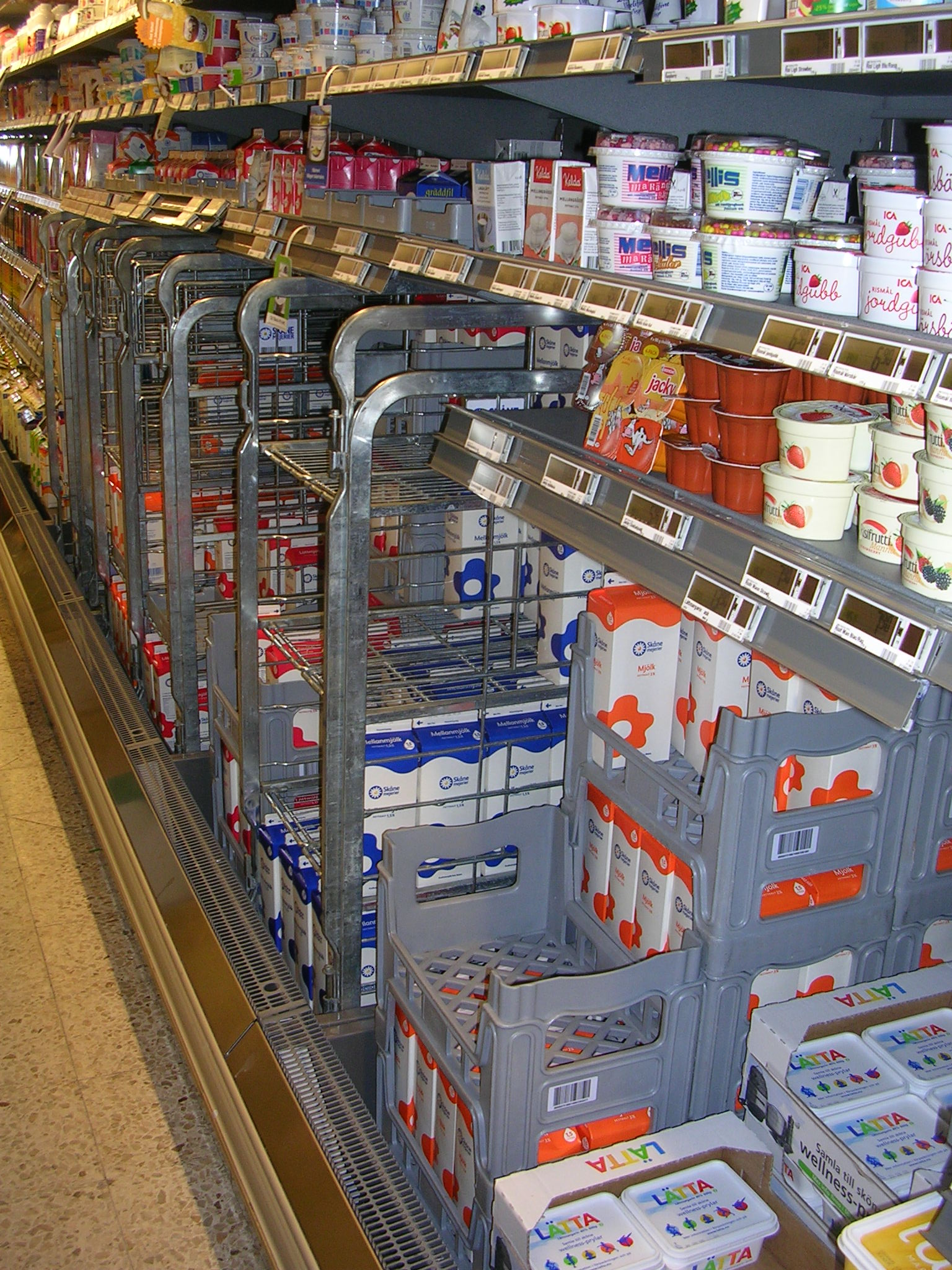
La varietat de productes lactis existents al mercat i de diferents tractaments de la llet és cada vegada més gran, com ho mostra aquesta foto d'un mercat suec

La presentació de la llet al mercat és variable, car s'accepta generalment l'alteració de les seves propietats per satisfer les preferències dels consumidors. Una modificació molt freqüent és deshidratar-la (liofilització) en llet en pols per facilitar-ne el transport i l'emmagatzemament després de munyir-la. També és habitual reduir-ne el contingut en greix, augmentar-ne el de calci i afegir-hi sabors.
Els requisits que ha de complir un producte per ser classificat en les diferents categories varien molt segons la definició de cada país, però rauen sovint en la taxa de greix làctic:
- Llet sencera: té un contingut en greix del 3,2%
- Llet descremada o desnatada: contingut gras inferior al 0,3%
- Semidescremada: amb un contingut gras d'entre 1,5 i 1,8%
- Saboritzada: és la llet ensucrada o edulcorada a la qual s'afegeixen sabors com el de maduixa, cacau en pols, canyella, vainilla, etc. Normalment són llets descremades o semidescremades.
- Llet en pols o liofilitzada: s'extreu el 95% de l'aigua a aquesta llet mitjançant processos d'atomització i evaporació. Es presenta en una pols de color crema. Per consumir-la, només cal rehidratar-la amb aigua o més llet.
- Llet condensada, concentrada o evaporada: s'extreu parcialment l'aigua d'aquesta llet, i es presenta molt més espessa que la llet fluida normal. Pot dur sucre afegit o no.
- Llet sense lactosa: consisteix a afegir-hi lactasa, l'enzim responsable de la descomposició dels sucres a la llet. D'aquesta manera s'obté un producte en el qual la glucosa i la galactosa ja estan separades i, per tant, no causa cap problema digestiu ni tan sols en les persones amb intolerància.
- Enriquides: són preparats lactis als quals s'afegeix algun producte de valor nutritiu com ara vitamines, calci, fòsfor, omega-3, etc.
- Galalita: plàstic dur obtingut del quall de la llet, o més específicament a partir de la caseïna i el formol.

## Polèmiques socials pel consum de llet
Si bé la llet és un aliment natural i nutritiu, la seva obtenció, tractament, maneig i publicitat han generat una controvèrsia, que assolí el seu auge a la dècada del 1960 i que actualment persisteix més com a tendència ideològica que com a revolució cultural. La llet ha generat diverses polèmiques en què s'ha presentat una àmplia varietat d'arguments.

### Benestar animal
El principal motiu d'aquesta controvèrsia és la manera en què s'obté la llet dels animals. El tema en qüestió és la manera com els humans tracten els animals per satisfer les seves necessitats bàsiques.
La femella de mamífer només produeix llet després de parir. Per això, la vida d'un animal productor de llet està basada en la inseminació constant i la cria. Molts mètodes actuals asseguren la variabilitat de característiques de la llet amb la inseminació artificial, en què el semen utilitzat és el del mateix mascle per tot el bestiar. Algunes investigacions han determinat els problemes que causen aquests mètodes als animals. Les condicions dels traumes provocats no es limiten únicament a la indústria lletera, sinó a la mentalitat humana (els traumes que puguin tenir els animals de granja també els poden tenir els que estan en captivitat, els animals de circ o els animals de companyia), i aquest argument que ha estat utilitzat per eliminar la llet de la dieta humana ha perdut força a causa del fet que no és un problema de tipus industrial, sinó que concerneix el tractament dels animals.
També s'argumenta, per exemple, que és un gran trauma per la femella perdre la seva cria, que és venuda o subhastada, i a vegades sacrificada. Es diu que quan les vaques perden una cria o no la tenen, mugeixen dolorosament. Per alguns, això demostra que tenen un instint matern natural, com el que experimenten les dones en perdre un fill. Aquesta postura començà a perdre força quan es demostrà que els animals tenen comportaments diferents quan estan en estat salvatge i quan estan en captivitat. En aquesta darrera situació, els animals tenen menys desenvolupat l'instint de maternitat, car ells mateixos no l'han experimentat mai. S'ha demostrat que passa el mateix amb els animals de companyia; gairebé mai no hi ha un sentiment de malenconia en la mare quan la cria n'és separada, o viceversa. Quan els animals domèstics passen a ser cuidats per humans, encara que en alguns casos recordin els seus pares, molt rarament senten tristesa. N'és un exemple el fet que els mateixos humans perden sovint el sentit de maternitat en societats individualistes, en contrast amb les societats més familiars. Això és perquè, a les societats individualistes, l'individu és el més important, mentre que en països en què la família és la base de la societat, és indispensable la interacció constant entre pares i fills.
La Lliga Internacional dels Drets dels Animals adoptà el 1977 i proclamà el 1978 la Declaració Universal dels Drets de l'Animal, posteriorment aprovada per la UNESCO i l'ONU. Amb la Declaració Universal dels Drets dels Animals es definí la manera en què estava i no estava permès l'ús dels animals. Així doncs, l'ús d'animals només fou prohibit per obtenir-ne pell, però la cria (ramaderia) d'animals continua sent legal arreu del món.

### Problemes relacionats amb el consum de llet
Hi ha autors que consideren la llet de vaca com un aliment no indicat per l'ésser humà perquè, segons ells, «la llet que produeix cada mamífer és específica per la seva espècie i que la natura l'ha feta idònia per les necessitats de la seva cria i no per les d'una altra». Com que no consumeixen productes d'origen animal, els vegans també es neguen a prendre llet. Els vegetarians estrictes tampoc no en consumeixen. La major part dels experts, tanmateix, consideren la llet com a beneficiosa per la salut humana.
Cal diferenciar aquest suposat perill de diversos problemes que pot causar el consum de llet a determinades persones:
- Intolerància a la lactosa, a causa d'un dèficit de lactasa, l'enzim digestiu que hidrolitza la lactosa en glucosa i galactosa (en un 75% dels humans adults).[31]
- Al·lèrgia a la llet o, més específicament, al·lèrgia a la proteïna de llet de vaca.
- Intolerància a la proteïna de la llet de vaca ARM.

De manera similar, s'ha suggerit que és preferible adquirir el calci d'altres aliments que són més rics en aquest element. Altres investigacions demostren que la llet no és indispensable per l'ésser humà. Quan un nadó ingereix llet de sa mare, rep el factor bífidus (n-acetil-d-glucosamina), que afavoreix el creixement de Lactobacillus bifidus a l'intestí del bebè. Aquest bacteri produeix grans quantitats d'àcid làctic a partir de la lactosa, cosa que augmenta l'acidesa de l'intestí i inhibeix el desenvolupament de microorganismes patògens que podrien afectar greument l'infant. Tanmateix, aquest bacteri és posteriorment substituït per L. acidophilus, que no requereix llet. Igualment, la llet d'altres mamífers conté compostos exclusius de cada espècie que són utilitzats biològicament per les seves respectives cries. Tanmateix, cal remarcar que aquestes investigacions s'han dut a terme en condicions naturals, però el món actual fa que sigui molt recomanable consumir llet. Per exemple, en zones en què la quantitat d'hidròxids, òxids i àcids febles de l'aire és elevada, consumir llet afavoreix a mantenir un equilibri del medi àcid del cos, cosa que també es produeix en medis amb nivells alts de radiació. A més, quan és necessari adquirir calories de manera ràpida, la llet és una font molt rica en calories gràcies al seu complex sistema biològic, i no produeix alteracions en el cos (excepte, evidentment, si se'n fa un consum excessiu).
Estudis científics suggereixen que existeix una relació entre el consum de llet i un augment en el risc de patir la malaltia de Parkinson.

### La perspectiva actual
Malgrat tot això, l'ésser humà (en realitat un 25% dels humans) és l'únic animal que pot consumir llet durant tota la vida. Aquest fet fou demostrat al segle xvii per Francis Glisson, professor de medicina a Anglaterra. Glisson descobrí a Àfrica una malaltia molt habitual en els infants, que els donava un aspecte geperut, cames corbades i una alçada reduïda; denominà aquesta malaltia rachitis, del grec «espina» (actualment es coneix amb el nom de «raquitisme»). Després d'estudiar els casos, arribà a la conclusió que el fet que aquells nens no consumissin llet els estovava la columna vertebral i els seus ossos no es mineralitzaven adequadament. Els únics infants que estaven en condicions més o menys acceptables eren els que obtenien calci del consum excessiu de carn.
Actualment se sap que es pot evitar el raquitisme, d'entre altres maneres, pel consum de llet al llarg de tota la vida, car la llet porta vitamina D i calci, i la tiroxina (hormona segregada per la glàndula tiroide) utilitza ambdós recursos per fixar tant el calci com el fòsfor als ossos. Aquesta idea fou plantejada el 1912 per Casimir Funk, en descobrir i donar nom a les vitamines. Avui en dia el consum de llet ha obligat algunes empreses a crear una varietat de productes que presentin els mateixos avantatges que la llet, car el seu consum ajuda a evitar l'artritis, l'osteoporosi i altres trastorns relacionats amb la desmineralització dels ossos; els nutricionistes recomanen consumir-ne cada dia.
Els estudis indiquen que no és tan important la quantitat de calci ingerida com la quantitat que es perd diàriament en l'orina, segons l'alimentació. Com més proteïna es consumeixi, sobretot d'origen animal (fins i tot de llet i formatges), més calci es perd en l'orina.

## Producció i distribució
| Principals productors de llet (en tones) | Principals productors de llet (en tones) |
| ---------------------------------------- | ---------------------------------------- |
| Estats Units                             | 85.859.500                               |
| Índia                                    | 45.140.000                               |
| R.P. de la Xina                          | 35.509.831                               |
| Rússia                                   | 32.325.800                               |
| Brasil                                   | 29.112.000                               |
| Alemanya                                 | 27.938.000                               |
| França                                   | 23.341.000                               |
| Nova Zelanda                             | 15.400.000                               |
| Regne Unit                               | 13.236.500                               |
| Polònia                                  | 12.447.200                               |
| Total mundial                            | 583.401.740                              |

Com que la llet fresca es conserva poc temps, una vegada munyida cal distribuir-la com més aviat millor. En alguns països la llet sol ser repartida cada dia per les cases, però les pressions econòmiques han fet que aquest servei esdevingui cada vegada menys popular. En algunes zones, a més, la dispersió demogràfica fa pràcticament impossible dur a terme el repartiment de la llet. En aquests casos la gent pot comprar la llet en establiments com ara supermercats, vaqueries, botigues d'autoservei o botigues de barri. Abans de la popularització dels envasos plàstics o brics (inicialment creats especialment per conservar millor les propietats dels lactis), la llet es venia en embolcalls de paper i ampolles de vidre.
En alguns països com el Regne Unit existeix el costum que un lleter reparteixi la llet cada matí al veïnat. La llet es lliura en una caixa d'ampolles de vidre amb tapes d'alumini, davant la porta de casa. Les tapes de color platejat signifiquen que la llet està homogeneïtzada, el vermell platejat indica semidescremada, el blau platejat indica que la llet és descremada i el daurat és per la llet de les Illes Anglonormandes, una llet amb més crema del que és habitual.
Les ampolles buides es reciclen. El lleter torna l'endemà a deixar una nova caixa plena i endur-se les ampolles buides per tal que siguin omplertes i entregades de nou l'endemà. Actualment algunes franquícies s'oposen al repartiment diari i treballen amb intervals més grans. Aquesta forma de repartiment també és habitual als Estats Units.
La millora dels envasos i recipients que contenen la llet en permet el consum amb baixos requisits de conservació a gairebé tot el món.

## Gastronomia

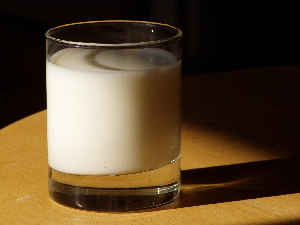
Got de llet

El gust de la llet és lleugerament dolç (a causa de la lactosa), i les coccions perllongades de la llet provoquen la reacció de Maillard entre la lactosa i les proteïnes de la llet, donant lloc a uns colors torrats. Moltes de les propietats de la llet desapareixen quan se la mescla en plats, i un dels seus usos fonamentals és proporcionar humitat a alguns preparats, arribant a contribuir de manera tímida en els gustos i les textures. Cuines com la turca, l'índia o la mexicana, són conegudes per la seva varietat de receptes amb llet o productes lactis.
La llet és un ingredient d'algunes sopes, a les quals s'afegeix per a reforçar certs gustos. Es pot utilitzar per a remenar ous i fer que triguin més a quallar, en l'elaboració de salses com la beixamel i en postres com l'arròs amb llet, els flams i els púdings. S'utilitza molt en begudes com el cafè amb llet o batuts.

## Aspectes culturals

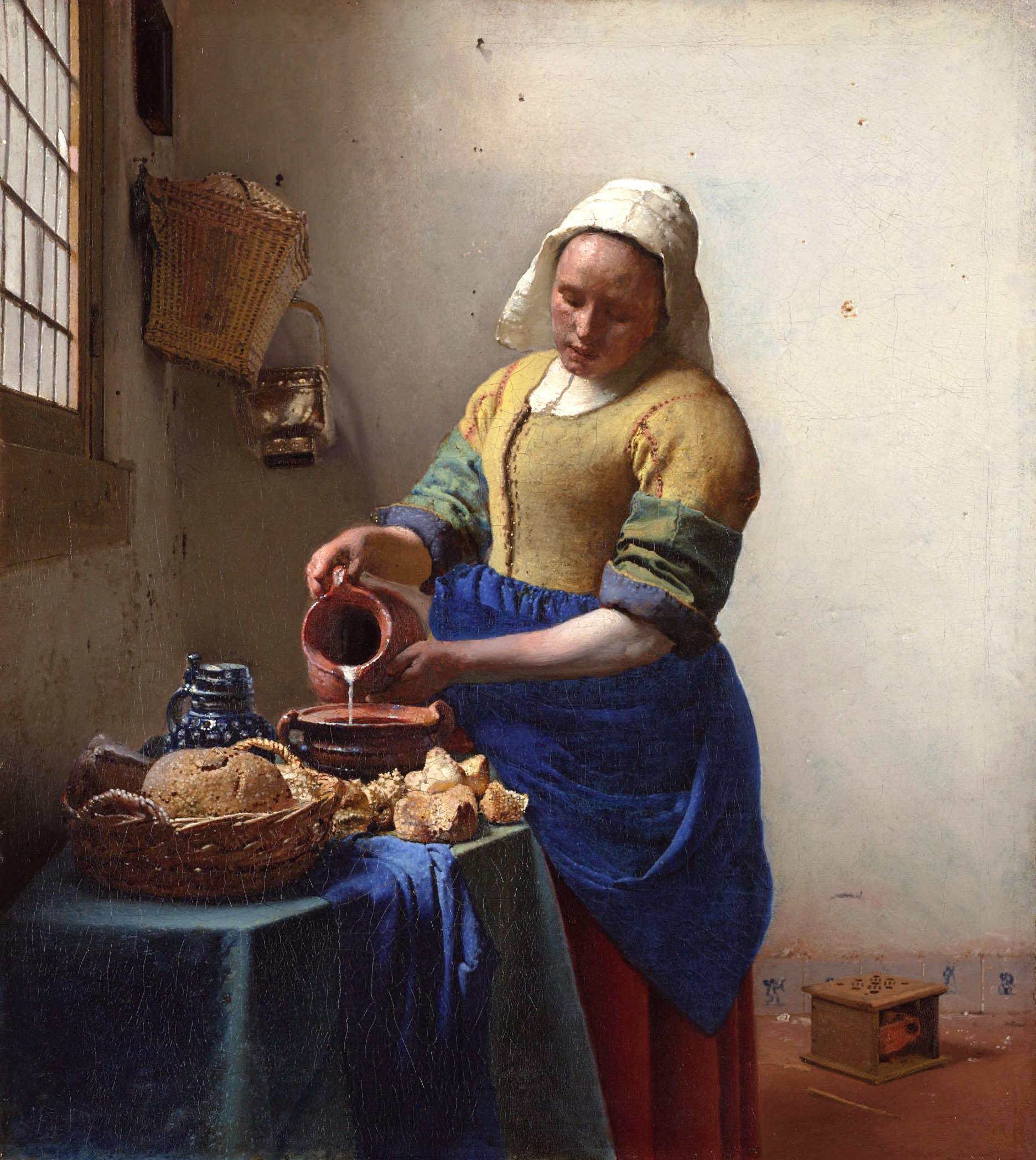
La llet és un dels productes ramaders més importants. El quadre La lletera de Vermeer presenta elements simbòlics, entre els quals el més important és la blancor de la llet, que al·ludeix a la puresa i virtut de la jove, demostrant el valor cultural de la llet.

La llet no ha estat valorada únicament com a aliment, sinó que és la base d'una gran quantitat d'idees tant artístiques com religioses i fins i tot científiques. N'és un exemple la gran quantitat de comparacions que s'han fet amb la llet, com ara el nom de la Via Làctia (galàxia en què es troba el sistema solar). Els grans cinturons d'estrelles que es poden veure entre les constel·lacions de Perseu, Cassiopea i Cefeu foren batejats com a Via Làctia per commemorar la història en què Hera volia alletar Hèracles (Hèrcules, a la mitologia romana), i aquest la mossegà tan fort que un raig de llet sortí disparat al cosmos.
La llet i els seus derivats han captivat la imaginació de moltes cultures, per la qual cosa apareixen als mites de tribus que van des de l'Índia fins a Escandinàvia. A l'Antic Testament apareixen com a símbol d'abundància i creació. Era presa com una ofrena als déus, per la qual cosa era considerada un acte diví relacionat amb la vida.
La llet també simbolitza la bellesa i l'estètica femenina. Cleòpatra utilitzava banys de llet per destacar la seva bellesa i aprofitar les propietats beneficioses per la pell que té aquesta beguda.
Pel seu color sempre constant (amb tonalitats d'un blanc grogós en totes les espècies) se li han donat connotacions religioses, com la puresa. A l'obra La lletera del pintor neerlandès Vermeer, la blancor de la llet al·ludeix a la puresa i les virtuts de la jove. Molts productes lactis tenen una gran importància cultural. Per exemple, una gran varietat de formatges reflecteix la multiculturalitat d'una nació, i alguns dels formatges més cèlebres poden representar una nació sencera. Així, el formatge rocafort és típic de França, la mozzarella i el gorgonzola d'Itàlia, o el mató de Catalunya.